# AKB48集團
AKB48集團（日语：／ Ēkēbī fōtīeito Gurūpu */?）是日本作詞家秋元康所製作的女子偶像團體AKB48及其姊妹團體，以及這些團體所形成的演藝企劃與品牌之合稱。通稱AKB集團（AKBグループ）、48集團（48グループ），外界也使用AKB48企劃（AKB48プロジェクト）、AKB48家族（AKB48ファミリー）等稱呼。有時還會使用更省略的稱呼，如AKB48G、AKBG、48G，或直接以48來表記。
AKB48集團是從日本出發、同時使用「特許經營」的概念跨國運作的大型偶像企劃。目前在日本國內有6個團體（AKB48、SKE48、NMB48、HKT48、NGT48、STU48），日本以外則有7個團體（JKT48、BNK48、AKB48 Team TP、MNL48、AKB48 Team SH、CGM48、KLP48）。在團體操作上，「AKB48集團」與「AKB48」有時不會加以區分，例如以「AKB48」名義進行的作品或活動，包括單曲、專輯、演唱會、電視節目演出等，在2020年以前，除了AKB48本團之外，通常也有姊妹團體的成員參加（日本國內各團為主），實際上是整個AKB48集團在參與這些作品與活動，這在日本國內的場合尤其明顯。

## 概要
AKB48以「可以面對面的偶像」（会いに行けるアイドル）為基本的運作概念，並以此概念成立多個姊妹團體，形成了AKB48集團。各團的共通點在於各有專用的常設劇場、實施定期的劇場公演、並在各地舉辦握手會或合照會等粉絲互動活動。由於各團均有各自的活動根據地，因此具有一定的在地偶像成分。AKB48在日本全國各地的展開，源自總製作人秋元康構思希望讓日本全國民眾都能有「可以面對面的偶像」的體驗，即使不方便前往東京，也能就近在居住地最近的劇場就能接觸。
AKB48集團不只在日本，也在亞洲各地開枝散葉。AKB48集團在日本以外的團體，是將AKB48的整套操作系統原汁原味的向外輸出，讓世界各地的人們能接觸與接受日本的偶像文化，可視為「酷日本」戰略的一環。AKB48集團於日本以外的各團，在日本經常被合稱為「海外姊妹團體」。
AKB48集團特色為人數眾多，並且有正規成員與研究生（預備成員）的制度。另一特色是營運方式，各團體均有各自的營運團隊，但部分成員可能會外簽給其他演藝經紀公司，負責在AKB48集團以外的演藝工作。各團體或由AKB48的營運公司AKS直營，或由AKS以特許經營的方式授權給特定公司經營，其中海外姊妹團體均採特許經營方式營運。
截至2020年1月19日，AKB48集團在日本國內的在籍成員總數為368人，包含日本以外則為700人（詳細請見後述）。
AKB48集團的成員如果離開團體，與一般的日本偶像團體一樣以「畢業」稱之。秋元康認為AKB48是只是一個過程，是為了達成未來夢想（此指藝人的志向）的踏腳石。成員們畢業的同時，也會定期舉行新成員的徵選募集，透過「畢業」與「募集」的循環，讓團體能夠持續經營下去。
「AKB48集團」的稱呼，在AKB48成立第一個姊妹團體SKE48時還不存在。該稱呼首次的運用，是在2011年5月24日至6月12日舉行的演唱會《「獻給錯過的你們」～AKB48集團全公演～》，之後在2011年左右逐漸由AKB48營運方運用，至2013年4月起更被大幅使用，遂成為正式稱呼。

### 团体名称
AKB48集團旗下各團的名稱，均以活動根據地所在的都市或地區的拉丁字母3字縮寫，加上「48」的後綴命名。秋元康曾表示“像小猫俱乐部那样，以特定词汇命名会显得老气”“如同商品开发代码的命名方式会显得有活力”。
2018年在上海及台北分别再度组建的团体，则以AKB48 Team 〇〇的形式命名。

## 構成團體
| 團體名                | 活動期間                    | 活動根據地 | 活動根據地       | 團體代表色                              | 備註          |
| 現在                  | 現在                        | 現在       | 現在             | 現在                                    | 現在          |
| --------------------- | --------------------------- | ---------- | ---------------- | --------------------------------------- | ------------- |
| AKB48                 | 2005年12月 -                | 日本       | 東京・秋葉原     | 粉紅色                                  |               |
| SKE48                 | 2008年8月 -                 | 日本       | 名古屋市・榮     | 橘色                                    |               |
| NMB48                 | 2010年10月 -                | 日本       | 大阪市・難波     | 豹紋色（花紋配色）                      |               |
| HKT48                 | 2011年10月 -                | 日本       | 福岡市（博多）   | 黑色                                    |               |
| NGT48                 | 2015年8月 -                 | 日本       | 新潟市           | 白色底色與 紅色文字                     |               |
| STU48                 | 2017年3月 -                 | 日本       | 瀨戶內7縣        | 水藍色與白色交叉（背景） / 藍色（文字） |               |
| JKT48                 | 2011年11月 -                | 印度尼西亞 | 雅加達           | 紅色                                    |               |
| BNK48                 | 2017年2月 -                 | 泰國       | 曼谷             | 蘭花色                                  | [ 注 6 ]      |
| TPE48 → AKB48 Team TP | 2018年3月 -                 | 臺灣       | 臺北             | 芒果色（漸變配色）                      |               |
| MNL48                 | 2018年4月 -                 | 菲律賓     | 馬尼拉           | 深藍色                                  |               |
| AKB48 Team SH         | 2018年8月 -                 | 中国       | 上海             | 白色底色與 粉色文字                     | [ 31 ] [ 32 ] |
| CGM48                 | 2019年10月 -                | 泰國       | 清邁             | 森林綠色                                |               |
| KLP48                 | 2024年1月 -                 | 马来西亚   | 吉隆坡           | 綠色                                    |               |
| 過去                  |                             |            |                  |                                         |               |
| SDN48                 | 2009年8月 - 2012年3月       | 日本       | （東京・秋葉原） | 銀色（漸變配色）                        |               |
| SGO48                 | 2018年11月 - 2021年12月22日 | 越南       | 胡志明市（西貢） | 蓮花色                                  | [ 33 ]        |
| DEL48                 | 2019年12月 - 2022年7月13日  | 印度       | 德里             | 藏紅色與白色                            | [ 34 ] [ 35 ] |

未能成立的团体
- MUM48 - 在2017年12月27日发表组建，据点为印度孟买[36]，但2018年7月起官方SNS逐渐停止更新，官网关闭。在DEL48及MUB48宣布成立时公开了已于2018年11月与MUM48的运营企业解约的消息[37]。
- MUB48 - 在2019年6月19日发表组建，据点为印度孟买。2022年7月13日，因受2019冠狀病毒病疫情影響，DEL48及MUB48兩團結束營運[38]。

AKB48集團旗下各團活動根據地示意圖

### 定義
AKB48集團在不同的场合有以下几种不同的定义：
1. AKB48・SKE48・NMB48・HKT48・NGT48・STU48・JKT48・BNK48・MNL48・AKB48 Team SH・AKB48 Team TP・SGO48・CGM48・DEL48、已经停止活动的SDN48、重新评估合作关系的SNH48、以及尚未启动的MUB48。以上是「AKB48集團」所包含最广的范围。
2. 以上组合中以日本国内地方为活动据点的部分（因日本国内外各团体间活动关联度不高）。以「AKB48集團」名义举办的演唱会及选拔总选举、猜拳大会等大型活动多数以此为范围。

第一项加入衍生组合及成员个人活动的总称。
另外，也存在包括以上三项任一及坂道系列（乃木坂46、樱坂46〈旧榉坂46〉、吉本坂46及日向坂46〈旧平假名榉坂46〉之总称）的用法。詳见後文。

### 關聯團體
OJS48
OJS48是由前刑警及警官共16名男性组成的团体、「OJS」为日语大叔一词（おじさん、OJiSan）的首字母简称。团体由秋元康担任制作人、2010年10月13日经由胜利娱乐发行单曲《深呼吸》出道。此后也有担任AKB48集團的活动及握手会的保安工作。
《深呼吸》演唱成员如下
- 大治一雄、畑原香苗、丸尾保之、水船進、吉川昇一、山田賢治、杉谷博、瀬古安秀、江口幸徳、高木勇伸、田口康行、松本幹夫、村部光義、清水親、坪内信行、中谷満男

IZ*ONE
由《PRODUCE 48》组成的跨国女子团体，包括3名AKB48集團成员。

### 不隸屬於AKB48集團的團體
除上述“关联组合”外，有以下与AKB48相关的组合常被误认为是AKB48集團的一部分。
坂道系列
乃木坂46是以AKB48的「官方对手」名义成立的，同由秋元康担任制作人的团体。自其关联团体榉坂46成立后、开始以“坂道系列”作为总称。詳細参考后文。
SNH48集团
- SNH48是以中国上海市为活动据点，在2012年10月成立的由秋元康担任制作人的AKB48之姐妹团体，但在2016年6月因违约而被AKB48运营方宣布重新评估关系而解除了关联，且SNH48方面也继续以独立的姿态活动，因而已不再是AKB48集團的一员。
- BEJ48、GNZ48等团体与AKS方并无关联。与SNH48不同，未曾由秋元康担任制作人。此后，SNH48成立了SHY48、CKG48等团体，继续扩大了活动规模。

据日刊体育报道，虽然SNH48的原创歌曲有所增加，但在关系解除之后仍在无许可的使用AKB48的歌曲。
=LOVE、≠ME
两者为指原莉乃仍为HKT48成员时期开始制作的偶像团体。=LOVE曾参与AKB48集團的节目演出。
其他
以下团体与AKB48并无关联。
- TKB48

1. 早稲田大学学生组建的舞蹈团体。「TKB」是「高田馬場」的首字母简称。
2. 于2011年4月1日发表的愚人节企划。

- TSM48 - 丰岛园的宣传企划。
- LSG48 - 吉本興業的女性艺人团体。「LSG」是「Live Stand Girls」的缩写。
- FKD48 - K-PRO主办的搞笑Live的团体「FKDZ」的旧名。「FKD」是的头文字简称。
- OFR48 - 洗浴场所的女性工作人员组成的团体。「OFR」是「洗澡（お風呂）」的头文字简称。
- SBK48 - 金太郎。组织的女性艺人（松竹艺能所属）团体。「SBK」是「松竹丑女48」的头文字简称。

## 歷史

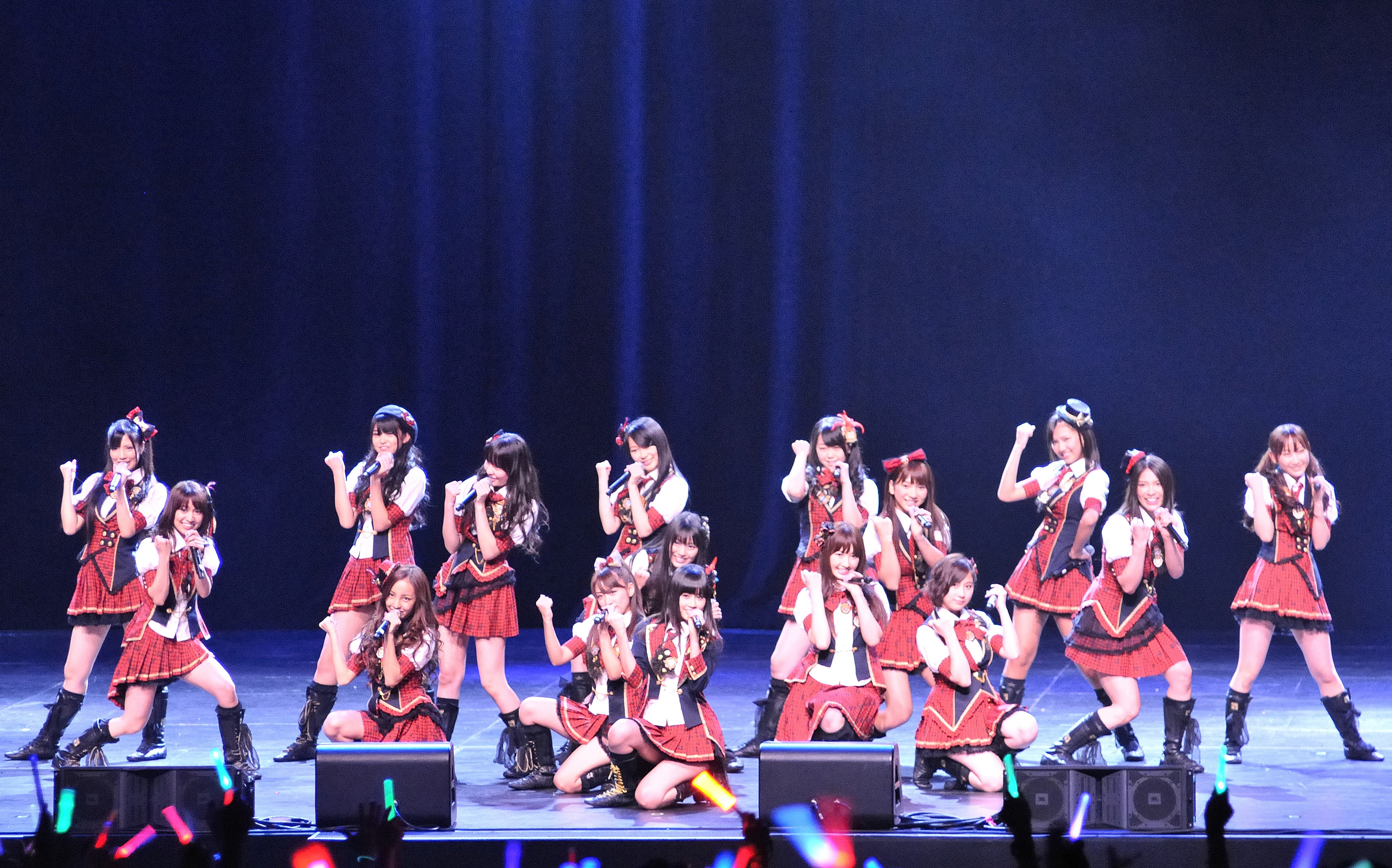
AKB48
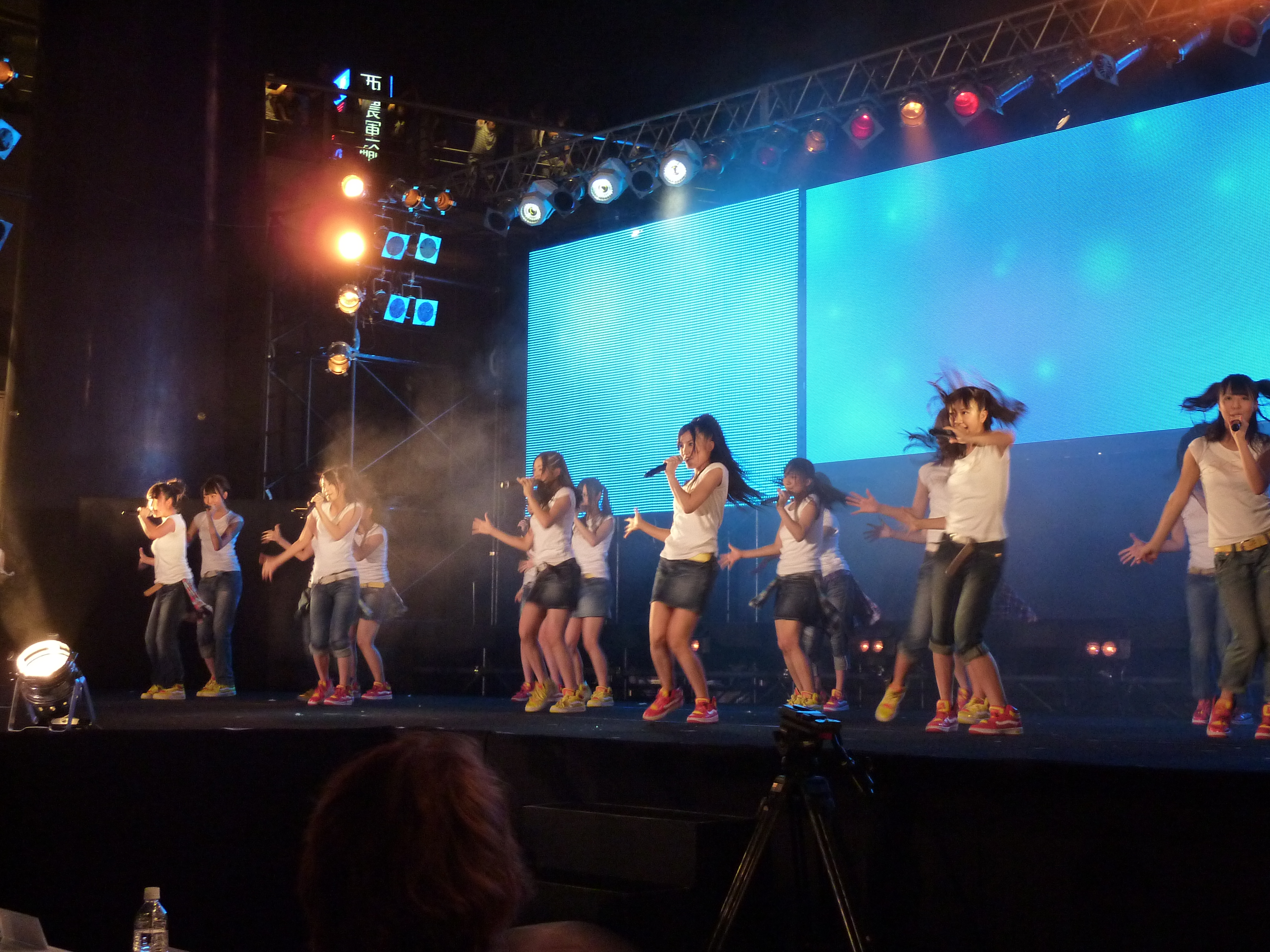
SKE48
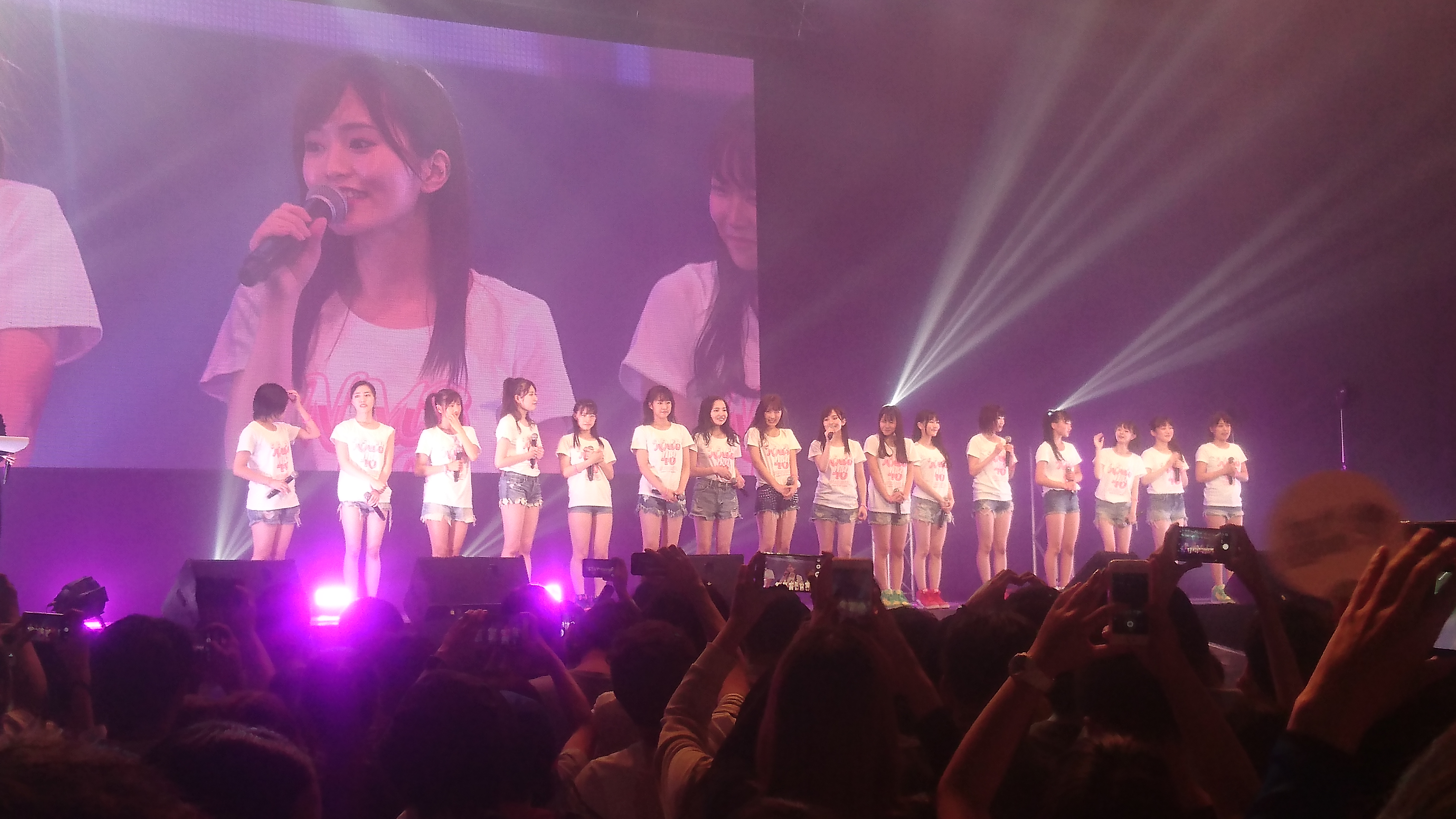
NMB48
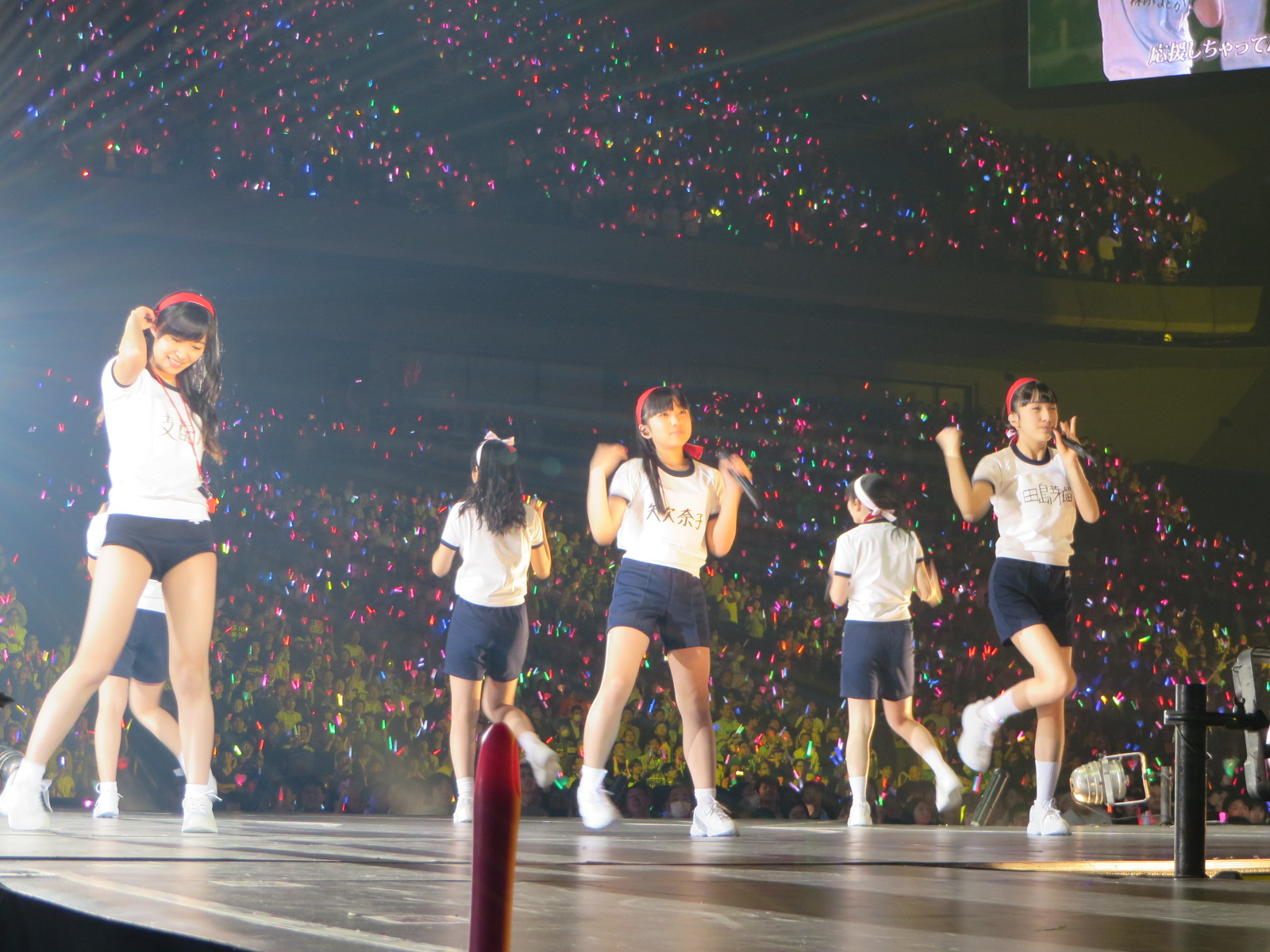
HKT48
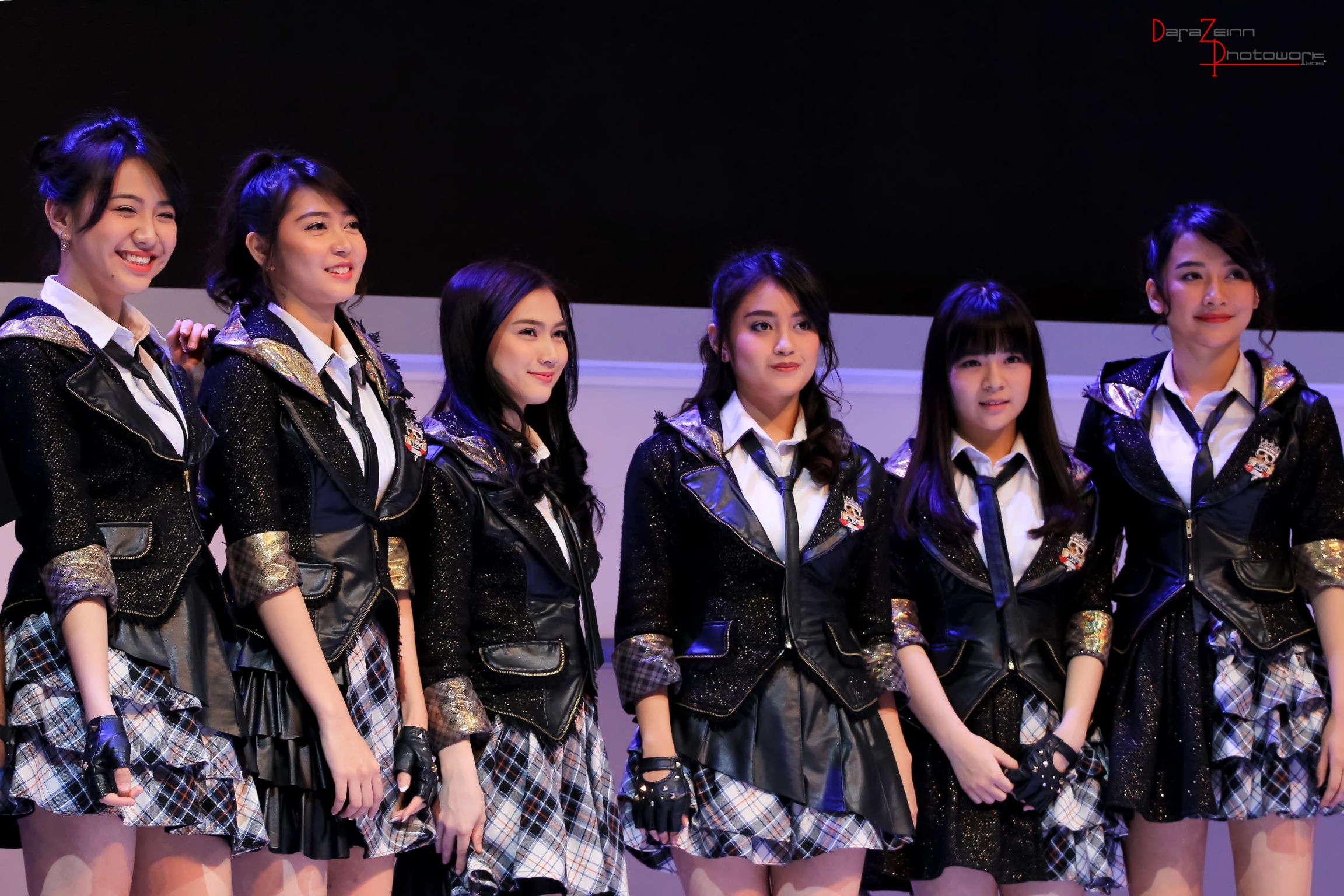
JKT48
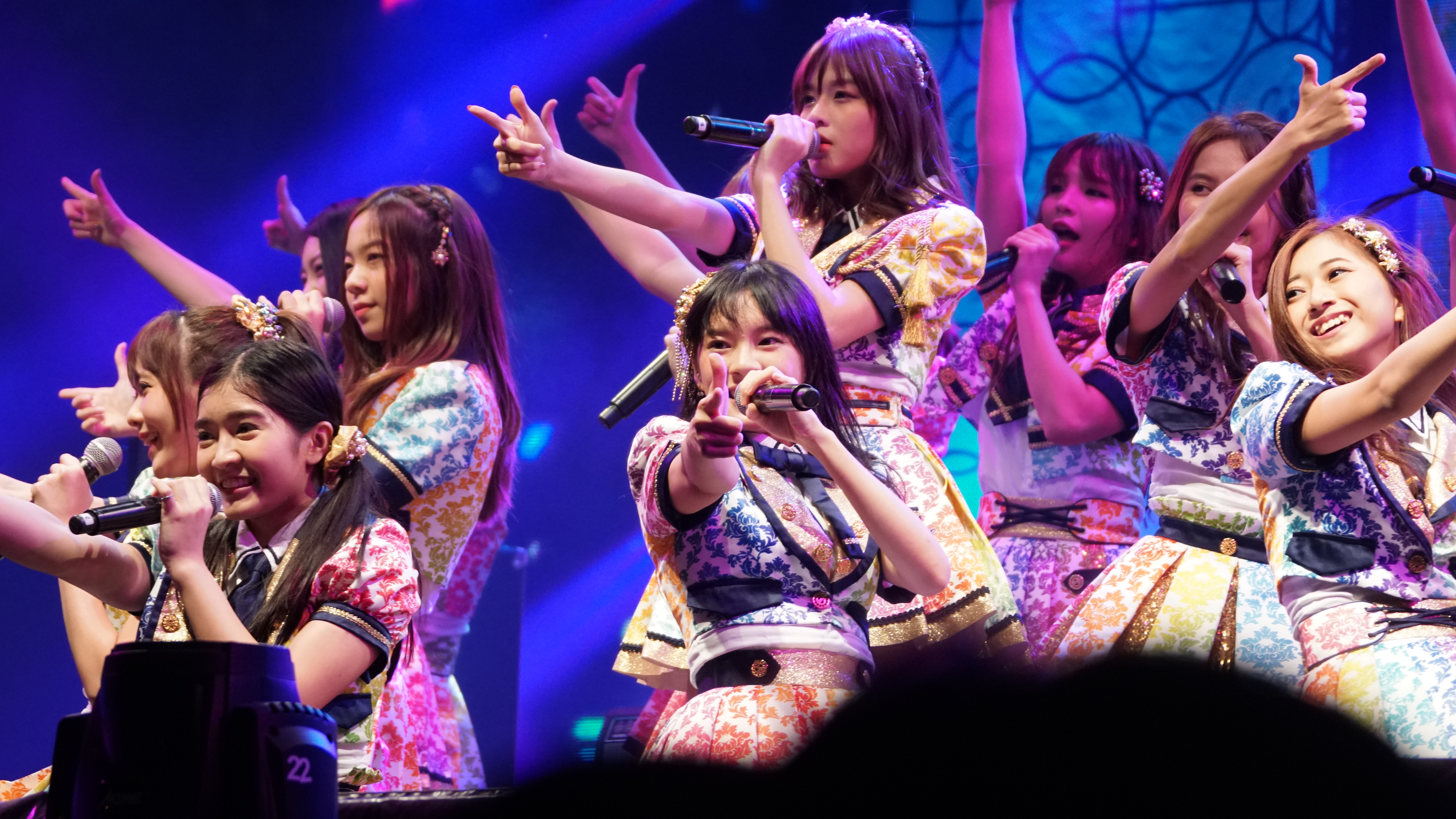
BNK48
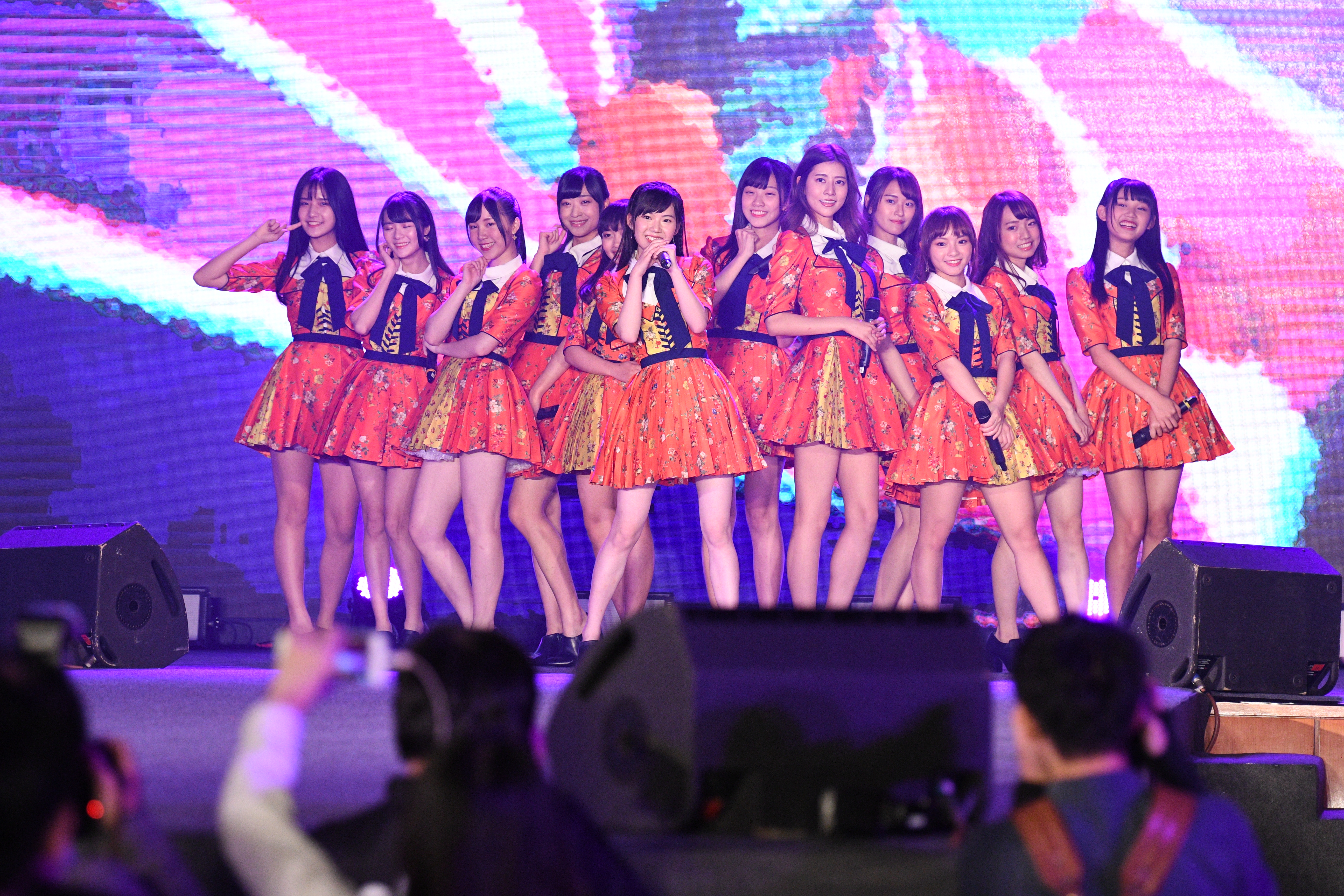
AKB48 Team TP

AKB48集團的演進

### 時序
初期各團體依照先舉辦劇場公演，再發行CD唱片出道的順序開始進行演藝活動；不過後期的STU48，以及日本海外的BNK48、MNL48、AKB48 Team SH、SGO48、AKB48 Team TP因為劇場較晚才設置或是未設置完成，而先行以唱片出道。
| 團名               | AKB48                                                                   | SKE48                         | SDN48                         | NMB48                          | HKT48                                  | NGT48                         | STU48                                       |
| ------------------ | ----------------------------------------------------------------------- | ----------------------------- | ----------------------------- | ------------------------------ | -------------------------------------- | ----------------------------- | ------------------------------------------- |
| 宣布組團           | 2005年7月                                                               | 2008年5月30日                 | 2009年5月6日                  | 2010年7月10日                  | 2011年5月1日                           | 2015年1月25日                 | 2016年10月10日                              |
| 第1期生最終審査    | 2005年10月30日                                                          | 2008年7月30日                 | 2009年6月14日                 | 2010年10月7日                  | 2011年7月10日                          | 2015年7月25日                 | 2017年3月19日                               |
| 首度亮相（結成日） | 2005年12月8日 （劇場公演）                                              | 2008年8月23日                 | 2009年8月1日 （劇場公演）     | 2010年10月9日                  | 2011年10月23日                         | 2015年8月21日                 | 2017年3月31日 2017年5月3日                  |
| 劇場初公演         | 2005年12月8日 《PARTY开始了》                                           | 2008年10月5日 《PARTY开始了》 | 2009年8月1日 《誘惑的吊襪帶》 | 2011年1月1日 《为了谁》        | 2011年11月26日 《手牵手》              | 2016年1月10日 《PARTY开始了》 | 2019年4月16日 《GO! GO! little SEABIRDS!!》 |
| 唱片出道           | 2006年1月6日（地下） 《樱花的花瓣们》 2006年10月25日（主流） 《想见你》 | 2009年8月5日 《坚强之勇者》   | 2010年11月24日 《GAGAGA》     | 2011年7月20日 《絕滅黑髮少女》 | 2013年3月20日 《喜欢！喜欢！小跳步！》 | 2017年4月12日 《青春时钟》    | 2018年1月31日 「暗闇」                      |
| 活動結束           |                                                                         |                               | 2012年3月31日                 |                                |                                        |                               |                                             |

| 團名               | JKT48                                                                | BNK48                         | MNL48                   | AKB48 Team SH                                                    | AKB48 Team TP                                                 | SGO48                            | CGM48                        | DEL48          | MUB48         |
| ------------------ | -------------------------------------------------------------------- | ----------------------------- | ----------------------- | ---------------------------------------------------------------- | ------------------------------------------------------------- | -------------------------------- | ---------------------------- | -------------- | ------------- |
| 宣布組團           | 2011年9月11日                                                        | 2016年3月26日                 | 2016年3月26日           | 2017年10月26日                                                   | 2011年10月1日 （TPE48） 2016年3月26日 （TPE48） 2018年7月30日 | 2018年6月21日                    | 2019年6月2日                 | 2019年6月19日  | 2019年6月19日 |
| 第1期生最終審査    | 2011年11月2日                                                        | 2016年12月18日                | 2018年4月28日           | 2018年7月24日                                                    | 2018年2月4日 （TPE48）                                        | 2018年11月11日                   | 2019年9月                    | 2019年11月     |               |
| 首度亮相（結成日） | 2011年11月3日                                                        | 2017年2月12日                 | 2018年4月30日           | 2018年8月8日 2018年10月27日                                      | 2018年3月10日 （TPE48時代） 2018年8月26日                     | 2018年11月17日                   | 2019年10月26日               | 2019年12月30日 |               |
| 劇場初公演         | 2012年5月17日（暫設） 2012年9月8日（專用） 《睡衣兜风》              | 2018年5月12日 《PARTY开始了》 | 未定（劇場建設中）      | 2020年2月 《缩略图》                                             | 2020年9月19日 《RESET》                                       | 2020年10月18日 《SAIGON48》      | 未發表                       |                |               |
| 唱片出道           | 專輯：2013年2月16日 《Heavy Rotation》 單曲：2013年5月11日 《RIVER》 | 2017年8月8日 《Aitakatta》    | 2018年9月 《Aitakatta》 | 数字单曲：2018年12月3日 《LOVE TRIP》 EP：2019年1月14日 《初日》 | 2018年12月25日 《勇往直前》                                   | 2019年8月25日 《Heavy Rotation》 | 2020年3月 《Chiang Mai 106》 |                |               |
| 活動結束           |                                                                      |                               |                         |                                                                  |                                                               | 2021年12月22日                   |                              | 2022年7月13日  | 2022年7月13日 |

### 服務展開
- 2013年5月，整合了日本国内各团体票务的“AKB48 Group Ticket Center”上线运营[86]。
- 2013年5月16日，整合了日本国内各团体网上商店的电商网站“AKB48 Group Shop”开始运营[87][注 10]。
- 2014年4月，整合了AKB48集團握手会信息的网站“握手会Matome（暂）”（握手会まとめ（仮）、后正式定名为握手会友之会）上线[88]。
- 2018年4月，AKB48集团的订阅制互联网视频平台“AKB48 Group映像倉庫”开始提供服务[89]。

## 特征

### 營運單位與所屬經紀公司
以AKB48集团名义的活动曾由AKS（现・Vernalossom）总负责，但2020年4月起，日本国内团体皆开始独立运营，Vernalossom仅负责集团的日本国外事业发展。另外，「AKB48 Group Shop」（网络商店）及「AKB48 Group Ticket Center」由AKB48的运营企业DH负责。
关于成员的个人事务所，因除了SDN48之外的甄选皆以无事务所所属为条件，因此在入团当初成员皆与团体的营运公司签约，但在团期间成员可与其他外部事物所签约，因而成员的个人事务所也不尽相同。
| 團名          | 營運公司 所屬經紀公司                                       | 所屬唱片公司或品牌                      | 劇場 （標★者為專用劇場）                        |
| ------------- | ----------------------------------------------------------- | --------------------------------------- | ----------------------------------------------- |
| AKB48         | DH                                                          | EMI Records                             | AKB48劇場 ★ （唐吉訶德秋葉原店8樓）             |
| SKE48         | Zest                                                        | avex trax （愛貝克思娛樂）              | SKE48劇場 ★ （SUNSHINE SAKAE2樓）               |
| SDN48         | AKS                                                         | 環球音樂                                | AKB48劇場                                       |
| NMB48         | Showtitle（經紀） 京樂吉本控股（事業者）                    | laugh out loud! records （吉本音樂）    | NMB48劇場 ★ （YES・NAMBAビル B1階）             |
| HKT48         | Mercury                                                     | EMI Records （環球音樂）                | 西日本城市銀行 HKT48劇場★ （E・ZO FUKUOKA 1层） |
| NGT48         | Flora                                                       | EMI Records （環球音樂）                | NGT48劇場 ★ （LoveLa24樓）                      |
| STU48         | STU                                                         | You, Be Cool!/King Record               | STU48號 ★ （移動式）                            |
| JKT48         | JKT48 Operation Team (JKT48 Project/Dentsu X Entertainment) | HITS Records Dentsu Inter Admark        | JKT48劇場 ★ （fX Mall Sudirman4樓）             |
| BNK48         | Independent Artists Management (i AM)                       | Independent Artists Management (i AM)   | BNK48 The Campus ★ （邦卡皮購物中心4樓）        |
| MNL48         | Hallohallo Entertainment                                    | Star Music                              |                                                 |
| AKB48 Team SH | AKB48 (China) 上海尚越文化发展                              | 新汇集团上海声像出版社 上海尚越文化发展 | 大世界中国盒子剧场、次乐园空间                  |
| AKB48 Team TP | 好言娛樂                                                    | 喜歡音樂 環球音樂                       |                                                 |
| SGO48         | YAG Entertainment                                           | YAG Entertainment SKY Music             |                                                 |
| CGM48         | Independent Artists Management (i AM)                       |                                         |                                                 |
| DEL48         | YKBK 48 Entertainment                                       |                                         |                                                 |
| MUB48         | YKBK 48 Entertainment                                       |                                         |                                                 |

### 選拔成員
AKB48集团因其成员众多，全员共同活动颇有难度。各团在活动时，除了构成剧场公演基础的Team（分隊）制度之外，存在有演唱单曲主打曲目的“选拔成员”制度。因人数众多而无法在CD封面展示全员，以及音乐节目要求减少出演人数而诞生了这一制度。选拔成员有运营的工作人员决定，根据相应的状况而有所调整，但单曲选拔中逐渐有超过半数为常连面孔。特别是有些成员几乎未曾离开选拔队伍而被称为“超选拔”。选拔总选举及猜拳大会就是为了回应对上述情况不满的粉丝而产生的企划。单曲主打的选拔成员最少时仅有7人，最多则到36人，一般为16人至20人左右，第4届起的总选单曲以及一段时期的SKE48、NMB48、迄今（2020年）为止的HKT48均采16人选拔。
SKE48成立之后，AKB48的选拔开始有姐妹团体的成员被选入。因而AKB48的成员参与组合单曲的机会下降，后期单曲实质也成为了AKB48集团的作品。另外King Record主办的AKB48的单曲剧场盘发行纪念大握手会等活动也有大量姐妹团体成员参与，而姐妹团体的活动则没有这种现象。以此为主要原因，产生了将AKB48称为「本店」，其他团体称为「支店」的现象，为了与前述现象相区隔，产生了将活动加冠“AKB48单独”前缀的做法，有粉丝称之为純AKB。部分支持AKB48成员单独活动的粉丝在第50张单曲选拔总选举举办公布后曾在Twitter上发起“#AKB48单独单曲”（#AKB48単独シングル希望）的话题。运营方曾表示「曾考虑每年发行一张纯AKB的作品，但主要仍考虑让粉丝能对其他姐妹团体产生兴趣。（戸賀崎智信）」、「B面曲有过（AKB48单独）。粉丝呼声高的话也会制作（单独的）单曲！请大家期待。（茅野忍）」。
在事隔多年後，於2021年9月發行的第58張單曲《一切都成Rumor》當中，其選拔成員只從AKB48的成員中選出。這是自2010年的單曲《機會的順序》之後，AKB48的單曲選拔再度沒有姊妹團體成員進入選拔名單。

### 日本国外团体
日本国外的团体是将AKB48的模式原汁原味输出的产物，是酷日本战略的一部分。日本国外的团体在日本常被称作「海外姐妹团体」。作为其一大特征，Senbatsu（選抜）、Sousenkyo（总选举）、Oshi（推）等词汇，成员call及MIX等日式表现直接使用。
上述日本文化的输出使得日本国外团体采用以当地语言翻唱AKB48集团歌曲发行的策略。因此各团体长期未曾发行原创作品。AKB48歌曲会有姐妹团体成员参与演唱，但日本国外团体成员极少被选入参加。AKB48选拔总选举在第10届的「世界選抜总选举」前也未曾赋予日本国外原生成员报名资格。另外JKT48在2014年起独自举办了选拔总选举、BNK48也在2019年开始举办。

### 各團特征
STU48是AKB48集团首个以「船上劇場」为根据地进行剧场公演的团体。
SDN48与其他团体不同，未规定「恋愛禁止」，团内存在已婚者，团员年龄均超过20岁，以“成年人的偶像团体”为活动方针。歌曲及服装也偏性感路线，与其他团体差异化发展。虽然其也是日本国内的AKB48集團一员、但在活動期間中未曾参与選抜总选举、猜拳大会等活动。

## 團隊體制

### 人數
AKB48集團的所屬人數，包括研究生（預備成員）與過去所屬者，僅日本國內就超過3百人，並以人數龐大而知名。各系列團體雖均以「48」為名，但並非常時保持在48人，而是隨著新成員的加入、以及舊成員的離開而不斷增減，各團成員總數剛好維持在48的時間並不多。
| AKB48集團     | AKB48集團     | AKB48集團     | AKB48集團     | AKB48集團     | AKB48集團     | AKB48集團     | AKB48集團     | AKB48集團     | AKB48集團     | AKB48集團     | AKB48集團     | AKB48集團     | AKB48集團     |
| ------------- | ------------- | ------------- | ------------- | ------------- | ------------- | ------------- | ------------- | ------------- | ------------- | ------------- | ------------- | ------------- | ------------- |
| 513           |               |               |               |               |               |               |               |               |               |               |               |               |               |
| 日本國內：281 | 日本國內：281 | 日本國內：281 | 日本國內：281 | 日本國內：281 | 日本國內：281 | 日本國外：232 | 日本國外：232 | 日本國外：232 | 日本國外：232 | 日本國外：232 | 日本國外：232 | 日本國外：232 | 日本國外：232 |
| AKB48         | SKE48         | NMB48         | HKT48         | NGT48         | STU48         | JKT48         | BNK48         | MNL48         | AKB48 Team SH | AKB48 Team TP | SGO48         | CGM48         | DEL48         |
| 51            | 61            | 52            | 37            | 34            | 46            | 57            | 42            | 22            | 57            | 28            | 0             | 26            | 0             |

- 方括弧 [ ] 內的數字為從其他AKB48集團系列團體兼任的成員的人數。

|              | AKB48集團                     |                               |                               |                               |                               |                               |                               |                     |                     |                     |                     |                     |                     |                     |                     |
| 歷年成員     | 1,376 (1,419)                 | 1,376 (1,419)                 | 1,376 (1,419)                 | 1,376 (1,419)                 | 1,376 (1,419)                 | 1,376 (1,419)                 | 1,376 (1,419)                 | 1,376 (1,419)       | 1,376 (1,419)       | 1,376 (1,419)       | 1,376 (1,419)       | 1,376 (1,419)       | 1,376 (1,419)       | 1,376 (1,419)       | 1,376 (1,419)       |
| 歷年成員     | 日本國內：873 [869/870] (902) | 日本國內：873 [869/870] (902) | 日本國內：873 [869/870] (902) | 日本國內：873 [869/870] (902) | 日本國內：873 [869/870] (902) | 日本國內：873 [869/870] (902) | 日本國內：873 [869/870] (902) | 日本國外：512 [506] | 日本國外：512 [506] | 日本國外：512 [506] | 日本國外：512 [506] | 日本國外：512 [506] | 日本國外：512 [506] | 日本國外：512 [506] | 日本國外：512 [506] |
|              | AKB48                         | SKE48                         | SDN48                         | NMB48                         | HKT48                         | NGT48                         | STU48                         | JKT48               | BNK48               | MNL48               | AKB48 Team SH       | AKB48 Team TP       | SGO48               | CGM48               | DEL48               |
| 歷年成員     | 335 [314/315] (385)           | 201 [191/190]                 | 46 [40/38]                    | 146 [139]                     | 87 [84]                       | 47 [45]                       | 62 [60]                       | 189 [185]           | 76 [75]             | 80                  | 45                  | 48 [47]             | 29                  | 25 [56]             | 22                  |
| 現役成員     | 105                           | 64                            | 0                             | 47                            | 52                            | 30                            | 44                            | 70                  | 62                  | 50                  | 39                  | 38                  | 23                  | 25                  | 22                  |
| 前成員       | 230 (276)                     | 126                           | 46                            | 99                            | 35                            | 17                            | 18                            | 119                 | 14                  | 30                  | 6                   | 10                  | 6                   | 0                   | 0                   |
| 期間限定成員 | 50 [53/46]                    | -                             | -                             | -                             | -                             | -                             | -                             | -                   | -                   | -                   | -                   | -                   | -                   | -                   | -                   |

- 圓括弧 ( ) 內的數字為包括期間限定的在籍成員的人數[注 43]。
- 方括弧 [ ] 內的數字為[透過該團直接的徵選活動加入的「原生成員」總數/扣除與別的AKB48集團系列團體重複的成員人數以及包含從AKB48集團以外的團體兼任（目前僅乃木坂46）的成員的人數]。沒有後者狀況的團體，此欄位省略。
- 此處已扣除SNH48的人數數據。
- AKB48 Team TP前成員的人數包括TPE48時代的數據。

### Team（分隊）
AKB48集團大部分系列團體，在團體本身之外另有分隊的編組，稱為「Team」（チーム）。各分隊以團名中的各字符命名，若有重複則加上羅馬數字的後綴；例如AKB48設有Team A、Team K、Team B、Team 4、Team 8等5個分隊，而SKE48在組成分隊時，分隊名「K」因為已經重複，故命名為「KII」，以此類推。唯一的例外是AKB48 Team TP，因為團名已使用「Team」此一名詞，其分隊（小組）的英文對應詞為「Unit」，分隊編組亦不以英文字母命名，而是以花卉的英文名稱命名，2023年起改以遊戲名稱命名。
此外、SDN48活动期间未采用分队制度、STU48、AKB48 Team SH、SGO48、DEL48也没有组成分队。NGT48自2019年4月起废止了分队制度。NMB48则是在2021年1月废止了分队制度，直到2022年重啟。
現时（2021年）队伍定员数并无固定，但在2007年至2012年的AKB48、截至2014年的SKE48、NMB48、HKT48均以一队16人为定额。JKT48在成立之初并无规定队伍定员，但在2018年成立JKT48 Academy后明确为1队16人体制。16人这一定员数与剧场公演的出演成员原则为16人，以及16人三队恰好为48也有一定关系。
| 團體          | 分隊             | 活動期間                        |
| ------------- | ---------------- | ------------------------------- |
| AKB48         | Team A           | 2005年12月08日 - 2023年10月16日 |
| AKB48         | Team K           | 2006年04月01日 - 2023年10月13日 |
| AKB48         | Team B           | 2007年04月08日 - 2023年10月06日 |
| AKB48         | Team 4           | 2011年06月06日 - 2012年10月31日 |
| AKB48         | Team 4           | 2013年08月24日 - 2023年10月03日 |
| AKB48         | Team 8           | 2014年04月03日 - 2023年04月30日 |
| SKE48         | Team S           | 2009年03月 -                    |
| SKE48         | Team KII         | 2009年05月25日 -                |
| SKE48         | Team E           | 2010年12月06日 -                |
| NMB48         | Team N           | 2011年03月10日 - 2021年01月20日 |
| NMB48         | Team N           | 2022年01月01日 -                |
| NMB48         | Team M           | 2012年01月26日 - 2021年01月22日 |
| NMB48         | Team M           | 2022年01月01日 -                |
| NMB48         | Team BII         | 2012年10月10日 - 2021年01月21日 |
| NMB48         | Team BII         | 2022年01月01日 -                |
| HKT48         | Team H           | 2012年03月04日 -                |
| HKT48         | Team KIV         | 2014年04月23日 -                |
| HKT48         | Team TII         | 2016年03月30日 -                |
| NGT48         | Team NIII        | 2016年01月10日 - 2019年04月21日 |
| NGT48         | Team G           | 2018年07月01日 - 2019年04月21日 |
| JKT48         | Team J           | 2012年12月23日 -                |
| JKT48         | Team KIII        | 2013年06月25日 -                |
| JKT48         | Team T           | 2015年01月26日 - 2019年12月31日 |
| JKT48         | Team T           | 2020年08月22日 -                |
| BNK48         | Team BIII        | 2017年12月24日 -                |
| BNK48         | Team NV          | 2019年11月16日                  |
| MNL48         | Team MII         | 2018年05月02日 -                |
| MNL48         | Team NIV         | 2018年05月02日 -                |
| MNL48         | Team L           | 2018年05月02日 -                |
| AKB48 Team TP | Unit Daisy       | 2020年03月 - 2023年01月         |
| AKB48 Team TP | Unit Bellflower  | 2020年03月 - 2023年01月         |
| AKB48 Team TP | Unit Sakura      | 2020年03月 - 2023年01月         |
| AKB48 Team TP | Unit TIC TAC TOE | 2023年01月 -                    |
| AKB48 Team TP | Unit Peek A Boo  | 2023年01月 -                    |
| CGM48         | Team C           | 2020年02月09日 -                |

- SNH48還隸屬於AKB48集團時，組成了Team SII、NII、HII、X、XII等5個分隊。而NGT48開始組成分隊時，由於當時AKB48集團已有「Team NII」，因此往後排序編號成為「Team NIII」，並在SNH48脫離AKB48集團後繼續使用。
- NGT48是唯一曾導入分隊制度（Team NIII、Team G）後又取消的系列團體。

### 研究生
相对于有着所属队伍的正规成员，也有无所属队伍成员的存在。其中的代表就是「研究生」，这一制度自AKB48 4期生导入，并被各姐妹团体借鉴。研究生以升格为正规成员为目标活动。另一方面，因存在有喜欢青涩偶像的进步过程的粉丝，在研究生升格之后会产生人气下降的现象。
在不同团体中，存在与「研究生」等意的其他称呼词汇及分组。
- 选秀研究生（ドラフト研究生） - 选秀2・3期的研究生会被称为「选秀研究生」[123]。
- 暂定研究生（仮研究生）  - 甄选合格后，停留在研究生候补的状态。AKB48 15期生在亮相后仍有数名暂定研究生留置。通常这些成员不会公开身份[124]。
- AKB48台湾研究生 - AKB48台灣研究生（簡稱台研）由2015年舉行的AKB48台灣徵選活動入選者構成。組成時以成為AKB48正式成員為目標，並留在台灣接受培訓。TPE48組團計畫啟動後，由營運改為納入TPE48一期生徵選者的行列，但不必參與前兩個審查階段，僅需從第三階段開始加入，最終審查合格者為TPE48一期生正式成員，未合格者則成為TPE48研究生[125][126]。参见AKB48 Team TP#AKB48台灣研究生
- Under - SDN48 1期生中一部分成员中适用[127]。
- 研究生候补生 - JKT48 4・5期生加入时适用。4期生后期全員升格为研究生，5期生有部分成员直接自研究生候补生升格为正式成员[128]。
- JKT48 Academy - 2018年4月后、取代JKT48研究生设置[117]。
  - Class A - 相当于之前的研究生[117]。
  - Class B - 针对6期生起的成员。通过晋级考试后进入Class A[117]。
- 研修生 - 在AKB48 Team SH中相当于研究生[129]。
- 练习生 - AKB48 Team SH的徐依婷受到降格处分时设置[130]。

AKB48、SKE48、NGT48、JKT48、AKB48 Team SH存在将正规成员降格为研究生（或与之相当的地位）的事例。
另外，在研究生制度导入之后，仍有部分甄选加入的成员未曾经历研究生时期。以下成员中也存在组成队伍后划分出研究生的情况。
- AKB48集团：选秀1期
- AKB48：Team 8
- SKE48：1期、2期
- NMB48：Post 山田菜菜
- HKT48：1期
- NGT48：选秀2期、1期
- STU48：1期
- JKT48：1期
- BNK48：1期
- MNL48：1期的总选举TOP48、2期
- AKB48 Team TP：1期（TPE48 1期生）一部分成员
- AKB48 Team SH：1期（有1名成员以「研修生」加入）

### 隊長
AKB48集團旗下各團，無論日本國內或國外的系列團體，只要成立稍有時間，都有設置「隊長」做為分隊或全團成員間領導的職務。此制度制度起於2009年，且SKE48導入的時間稍早於AKB48。由於各團情況不一，以下做條列式說明：
1. 有分隊的系列團體，各分隊設有「隊長」，部分系列團體（主要為日本國內系列團體）還會設置「副隊長」[134]。日語對應詞為以及，唯有SKE48是稱為以及。
2. 除了AKB48、HKT48以外，各團都有設置對象為全團的領導職（包括已解散的SDN48），日語均稱為，可譯為「總隊長」（有設分隊的團體）或單純譯為「隊長」（無分隊的團體）[注 44]。此外，沒有分隊制度的STU48，除了設有隊長，也設有副隊長。
3. 各團的分隊當中，僅AKB48 Team 8因贊助商的政策，沒有設置「隊長」之類的領導職。

現行體制
標示斜體為預定就任者。關於過去擔任職務者，請直接參照各團條目。
AKB48
Team A
隊長：向井地美音
Team K
隊長：田口愛佳
Team B
隊長：淺井七海
Team 4
隊長：倉野尾成美
Team 8
（不設置隊長與副隊長）
SKE48
總隊長：齊藤真木子（兼任劇場管理人）
Team S
隊長：松本慈子、副隊長：上村亞柚香
Team KII
隊長：大場美奈、副隊長：北野瑠華
Team E
隊長：須田亞香里、副隊長：福士奈央
NMB48
總隊長：小嶋花梨
HKT48
Team H
隊長：松岡菜摘、副隊長：（空缺中）
Team KIV
隊長：本村碧唯、副隊長：（空缺中）
Team TII
隊長：山下艾米麗、副隊長：外薗葉月
NGT48
總隊長：藤崎未夢
STU48
隊長：今村美月、副隊長：福田朱里
JKT48
總隊長：Beby Chaesara Anadila
Team J
隊長：Gabriela Margareth Warouw
Team KIII
隊長：Ratu Vienny Fitrilya
Team T
隊長：陈紫薇
BNK48
總隊長：Cherprang
Team BIII
隊長：Pun、副隊長：Jennis
Team NV
隊長：Tarwaan、副隊長：Pupe
MNL48
總隊長：Alice
Team MII
隊長：Alice
Team NIV
隊長：Ecka
Team L
隊長：Kay
AKB48 Team SH
隊長：毛唯嘉
AKB48 Team TP
隊長：林易沄
Unit TIC TAC TOE
組長：劉曉晴
Unit Peek A Boo
組長：蔡亞恩
SGO48
隊長：Kaycee
CGM48
隊長：Aom

### AKB48集團總監督
2012年起，為了統合AKB48集團的成員們而設置「AKB48集團總監督」（AKB48グループ総監督）。該職位等同於整個AKB48集團的總隊長或總代表者。
1. 高橋南（AKB48成員；2012年8月24日 - 2015年12月8日）[136][138]
2. 橫山由依（AKB48成員；2015年12月8日 - 2019年3月31日）[138]
3. 向井地美音（AKB48成員；2019年4月1日 - 2024年3月16日）[139]
4. 倉野尾成美（AKB48成員；2024年3月17日 - ）[140]

### AKB48集團研究生會會長
- 松村香織（SKE48終身名譽研究生〈當時〉，2014年 - 2015年3月31日）[141]

### 部活動
從Google+上發軔，AKB48集團成員們曾組成數個「部」從事「部活動」。日語漢字的「部」等同於漢語所稱的「社團」。

## 活動的流程

### 徵選
AKB48集團几乎全部成员都是经由各团不定期举办的徵選会加入组合。而作为AKB48集團整体的人员补充，在2013年、2015年及2018年也曾举办“AKB48集团 选秀大会”。除SDN48以外，AKB48集團的成员徵選条件限定为参加徵選时没有签约经纪公司的女性。
以下数据截至2020年10月
| 分類 | 分類                | 形態                      | 报名期                          | 最終審査                  | 亮相日            | 人数   | 人数   | 人数   | 备注                                          |
| 团体 | 期/枠               | 形態                      | 报名期                          | 最終審査                  | 亮相日            | 全     | 現     | 元     | 备注                                          |
| 2005年                                                                                                  | 2005年              | 2005年                    | 2005年                          | 2005年                    | 2005年            | 2005年 | 2005年 | 2005年 | 2005年                                        |
| --- | ------------------- | ------------------------- | ------------------------------- | ------------------------- | ----------------- | ------ | ------ | ------ | --------------------------------------------- |
| AKB48                                                                                                   | 1期                 | 正                        | 2005年07月 - 09月30日           | 2005年10月30日            | 2005年12月08日    | 20     | 01     | 19     |                                               |
| 2006年                                                                                                  |                     |                           |                                 |                           |                   |        |        |        |                                               |
| AKB48                                                                                                   | 2期                 | 正                        | 2005年10月 - 2006年02月17日     | 2006年02月26日            | 2006年04月01日    | 17     | 0      | 17     | 视频电话                                      |
| AKB48                                                                                                   | 3期                 | 正                        | 2006年06月 - 11月15日           | 2006年12月03日            | 2006年12月09日    | 18     | 01     | 17     |                                               |
| 2007年                                                                                                  |                     |                           |                                 |                           |                   |        |        |        |                                               |
| AKB48                                                                                                   | 4期                 | 研                        | 2007年04月17日 - 05月15日       | 2007年05月27日            | 2007年06月16日    | 18     | 01     | 17     |                                               |
| AKB48                                                                                                   | 5期                 | 研                        | - 2007年09月18日                | 2007年10月06日            | 2007年12月08日    | 13     | 01     | 12     |                                               |
| 2008年                                                                                                  |                     |                           |                                 |                           |                   |        |        |        |                                               |
| AKB48                                                                                                   | 6期                 | 研                        | - 2008年03月17日                | 2008年04月03日            | 2008年04月28日    | 04     | 0      | 04     |                                               |
| SKE48                                                                                                   | 1期                 | 正                        | 2008年06月01日 - 07月13日       | 2008年07月30日            | 2008年08月23日    | 22     | 01     | 21     |                                               |
| AKB48                                                                                                   | 7期                 | 研                        | 2008年10月01日 - 10月30日       | 2008年12月                | 2009年01月18日    | 11     | 0      | 11     |                                               |
| 2009年                                                                                                  |                     |                           |                                 |                           |                   |        |        |        |                                               |
| SKE48                                                                                                   | 2期                 | 正                        | 2009年02月01日 - 03月15日       | 2009年03月29日            | 2009年04月25日    | 24     | 02     | 22     |                                               |
| AKB48                                                                                                   | 8期                 | 研                        | - 2009年04月06日                | 2009年04月                | 2009年05月26日    | 15     | 0      | 15     |                                               |
| SDN48                                                                                                   | 1期                 | 正                        | 2009年05月07日 - 05月30日       | 2009年06月14日            | 2009年08月01日    | 17     | 0      | 17     |                                               |
| AKB48                                                                                                   | 9期                 | 研                        | - 2009年09月07日                | 2009年09月20日            | 2009年11月14日    | 14     | 03     | 11     |                                               |
| SKE48                                                                                                   | 3期                 | 研                        | 2009年09月01日 - 09月30日       | 2009年11月01日            | 2009年11月14日    | 13     | 01     | 12     |                                               |
| 2010年                                                                                                  |                     |                           |                                 |                           |                   |        |        |        |                                               |
| SDN48                                                                                                   | 2期                 | 正                        | 2009年12月29日 - 2010年01月24日 | 2010年02月07日            | 2010年03月25日    | 16     | 0      | 16     |                                               |
| AKB48                                                                                                   | 10期                | 研                        | 2010年02月01日 - 03月01日       | 2010年03月                | 2010年06月24日    | 10     | 03     | 07     |                                               |
| AKB48                                                                                                   | 11期                | 研                        | 2010年07月01日 - 07月10日       | 2010年07月24日            | 2010年10月10日    | 10     | 0      | 10     |                                               |
| SKE48                                                                                                   | 4期                 | 研                        | 2010年07月20日 - 08月20日       | 2010年09月30日            | 2010年10月05日    | 16     | 01     | 15     |                                               |
| NMB48                                                                                                   | 1期                 | 研                        | 2010年07月10日 - 08月20日       | 2010年10月07日            | 2010年10月09日    | 26     | 02     | 24     | 经《Star公主寻找太郎》公開                    |
| 2011年                                                                                                  |                     |                           |                                 |                           |                   |        |        |        |                                               |
| AKB48                                                                                                   | 12期                | 研                        | - 2011年02月03日                | 2011年02月20日            | 2011年05月28日    | 09     | 03     | 06     |                                               |
| SDN48                                                                                                   | 3期                 | 正                        | - 2011年03月18日                | 2011年04月09日            | 2011年05月27日    | 07     | 0      | 07     |                                               |
| NMB48                                                                                                   | 2期                 | 研                        | 2011年03月01日 - 04月07日       | 2011年05月                | 2011年06月05日    | 23     | 04     | 19     | 经《Star公主寻找太郎》公開                    |
| HKT48                                                                                                   | 1期                 | 正                        | 2011年05月01日 - 05月31日       | 2011年07月10日            | 2011年10月23日    | 21     | 09     | 12     |                                               |
| AKB48                                                                                                   | 13期                | 研                        | 2011年07月08日 - 07月15日       | 2011年09月24日            | 2011年12月08日    | 16     | 05     | 11     | 全国9都市9会場                                |
| SKE48                                                                                                   | 5期                 | 研                        | 2011年09月05日 - 09月30日       | 2011年10月16日            | 2011年11月26日    | 13     | 02     | 11     |                                               |
| JKT48                                                                                                   | 1期                 | 正                        | 2011年09月13日 - 09月18日       | 2011年11月02日            | 2011年11月02日    | 28     | 03     | 25     |                                               |
| NMB48                                                                                                   | 3期                 | 研                        | 2011年10月10日 - 11月15日       | 2011年12月25日            | 2012年02月18日    | 23     | 03     | 20     |                                               |
| 2012年                                                                                                  |                     |                           |                                 |                           |                   |        |        |        |                                               |
| AKB48                                                                                                   | 14期                | 研                        | 2012年04月18日 - 04月30日       | 2012年05月13日            | 2012年07月09日    | 06     | 01     | 05     |                                               |
| HKT48                                                                                                   | 2期                 | 研                        | 2012年05月10日 - 06月04日       | 2012年06月23日            | 2012年09月23日    | 21     | 07     | 14     |                                               |
| NMB48                                                                                                   | 4期                 | 研                        | 2012年08月01日 - 08月31日       | 2012年10月                | 2012年12月23日    | 16     | 02     | 14     |                                               |
| JKT48                                                                                                   | 2期                 | 研                        | 2012年08月13日 - 08月31日       | 2012年11月03日            | 2012年11月03日    | 31     | 02     | 29     |                                               |
| SKE48                                                                                                   | 6期                 | 研                        | 2012年08月15日 - 09月15日       | 2012年11月17日            | 2013年02月28日    | 20     | 07     | 13     |                                               |
| 2013年                                                                                                  |                     |                           |                                 |                           |                   |        |        |        |                                               |
| AKB48                                                                                                   | 15期                | 研                        | 2012年12月20日 - 2013年01月08日 | 2013年01月19日            | 2013年06月05日    | 08     | 06     | 02     |                                               |
| AKB48                                                                                                   | 15期                | 研                        | 2012年12月20日 - 2013年01月08日 | 2013年01月19日            | 2013年10月28日    | 02     | 01     | 01     |                                               |
| AKB48                                                                                                   | 15期                | 研                        | 2012年12月20日 - 2013年01月08日 | 2013年01月19日            | 2014年04月14日    | 02     | 01     | 01     |                                               |
| HKT48                                                                                                   | 3期                 | 研                        | 2013年06月01日 - 06月30日       | 2013年08月04日            | 2013年11月02日    | 09     | 08     | 01     |                                               |
| AKB48                                                                                                   | 选秀1期             | 正                        | 2013年08月12日 - 09月03日       | 2013年11月10日            | 2014年02月 - 03月 | 06     | 03     | 03     | 选秀会議 经网络及电视公開 由成员进行评审      |
| SKE48                                                                                                   | 选秀1期             | 正                        | 2013年08月12日 - 09月03日       | 2013年11月10日            | 2014年02月 - 03月 | 08     | 04     | 04     | 选秀会議 经网络及电视公開 由成员进行评审      |
| NMB48                                                                                                   | 选秀1期             | 正                        | 2013年08月12日 - 09月03日       | 2013年11月10日            | 2014年03月16日    | 04     | 0      | 04     | 选秀会議 经网络及电视公開 由成员进行评审      |
| HKT48                                                                                                   | 选秀1期             | 正                        | 2013年08月12日 - 09月03日       | 2013年11月10日            | 2014年03月11日    | 01     | 0      | 01     | 选秀会議 经网络及电视公開 由成员进行评审      |
| 2014年                                                                                                  |                     |                           |                                 |                           |                   |        |        |        |                                               |
| AKB48 Team 8                                                                                            | 全国一斉            | 正                        | 2014年01月24日 - 02月23日       | 2014年03月02日            | 2014年04月03日    | 47     | 20     | 27     | 47都道府县47会場                              |
| JKT48                                                                                                   | 3期                 | 研                        | 2013年11月03日 - 11月30日       | 2014年03月15日            | 2014年03月15日    | 32     | 07     | 25     | 公開（Web）                                   |
| AKB48                                                                                                   | 大人AKB48※          | 特                        | 2014年03月04日 - 03月28日       | 2014年04月12日            | 2014年04月17日    | 01     | 0      | 01     | 期間限定                                      |
| AKB48 Team 8                                                                                            | 岐阜県              | 正                        | 2014年06月20日 - 07月04日       | 2014年7月12日・13日       | 2014年07月27日    | 01     | 01     | 0      |                                               |
| AKB48                                                                                                   | 打工AKB※            | 特                        | 2014年08月10日 - 09月10日       | 2014年09月20日            | 2014年10月27日    | 50     | 00(5)  | 50(45) | 期間限定                                      |
| 2015年                                                                                                  |                     |                           |                                 |                           |                   |        |        |        |                                               |
| SKE48                                                                                                   | 7期                 | 研                        | 2014年07月19日 - 08月31日       | 2015年01月09日 - 02月11日 | 2015年03月15日    | 15     | 08     | 07     | 卡拉OK点播投票 (DAM)                          |
| NMB48                                                                                                   | 第二代山田菜菜      | 正                        | 2014年11月30日 - 12月26日       | 2015年02月01日            | 2015年02月04日    | 01     | 0      | 01     |                                               |
| AKB48 Team 8                                                                                            | 福岡县              | 正                        | 2015年02月04日 - 03月03日       | 2015年03月14日            | 2015年04月03日    | 01     | 01     | 0      |                                               |
| JKT48                                                                                                   | 4期                 | 研候                      | 2015年01月10日 - 01月31日       | 2015年05月                | 2015年05月17日    | 12     | 05     | 07     |                                               |
| AKB48                                                                                                   | 选秀2期             | 研                        | 2015年01月23日 - 02月12日       | 2015年05月10日            | 2015年07月01日    | 07     | 04     | 03     | 选秀会議 经网络及电视公開 由成员进行评审      |
| SKE48                                                                                                   | 选秀2期             | 研                        | 2015年01月23日 - 02月12日       | 2015年05月10日            | 2015年06月12日    | 05     | 04     | 01     | 选秀会議 经网络及电视公開 由成员进行评审      |
| NMB48                                                                                                   | 选秀2期             | 研                        | 2015年01月23日 - 02月12日       | 2015年05月10日            | 2015年07月05日    | 07     | 03     | 04     | 选秀会議 经网络及电视公開 由成员进行评审      |
| HKT48                                                                                                   | 选秀2期             | 研                        | 2015年01月23日 - 02月12日       | 2015年05月10日            | 2015年06月27日    | 03     | 03     | 0      | 选秀会議 经网络及电视公開 由成员进行评审      |
| NGT48                                                                                                   | 选秀2期             | 正                        | 2015年01月23日 - 02月12日       | 2015年05月10日            | 2015年05月24日    | 02     | 02     | 0      | 选秀会議 经网络及电视公開 由成员进行评审      |
| NGT48                                                                                                   | 1期                 | 正                        | 2015年04月10日 - 05月18日       | 2015年07月25日            | 2015年08月21日    | 22     | 12     | 10     |                                               |
| AKB48                                                                                                   | 台湾                | 研                        | 2015年04月17日 - 05月16日       | 2015年08月06日            | 2015年12月15日    | 17     | 06     | 11     |                                               |
| 2016年                                                                                                  |                     |                           |                                 |                           |                   |        |        |        |                                               |
| AKB48                                                                                                   | 打工AKB 帕露露選抜※ | 特                        | 2015年11月15日 - 12月20日       | 2016年02月06日            | 2016年03月20日    | 02     | 0      | 02     | 期間限定                                      |
| JKT48                                                                                                   | 5期                 | 研候                      | 2016年04月01日 - 05月10日       | 2016年05月                | 2016年05月28日    | 17     | 05     | 012    |                                               |
| AKB48 Team 8                                                                                            | 愛知县              | 正                        | 2016年04月25日 - 05月12日       | 2016年05月31日            | 2016年06月25日    | 01     | 01     | 0      |                                               |
| AKB48 Team 8                                                                                            | 三重县              | 正                        | 2016年04月25日 - 05月12日       | 2016年05月31日            | 2016年06月25日    | 01     | 0      | 01     |                                               |
| AKB48 Team 8                                                                                            | 長崎县              | 正                        | 2016年04月25日 - 05月12日       | 2016年05月31日            | 2016年06月25日    | 01     | 0      | 01     |                                               |
| NMB48                                                                                                   | 5期                 | 研                        | 2016年02月09日 - 03月20日       | 2016年04月                | 2016年06月28日    | 10     | 08     | 02     |                                               |
| HKT48                                                                                                   | 4期                 | 研                        | 2015年12月19日 - 2016年02月29日 | 2016年06月                | 2016年07月12日    | 10     | 09     | 01     |                                               |
| AKB48                                                                                                   | 16期                | 研                        | 2016年08月22日 - 09月04日       | 2016年10月16日            | 2016年12月08日    | 19     | 14     | 05     | SHOWROOM                                      |
| SKE48                                                                                                   | 8期                 | 研                        | 2016年08月10日 - 09月09日       | 2016年10月29日            | 2016年11月19日    | 19     | 10     | 09     | SHOWROOM                                      |
| AKB48 Team 8                                                                                            | 石川县              | 正                        | 2016年10月12日 - 10月31日       | 2016年11月12日            | 2016年12月09日    | 01     | 01     | 0      |                                               |
| AKB48 Team 8                                                                                            | 長野县              | 正                        | 2016年10月12日 - 10月31日       | 2016年11月13日            | 2016年12月09日    | 01     | 01     | 0      |                                               |
| BNK48                                                                                                   | 1期                 | 正                        | 2016年07月29日 - 08月31日       | 2016年12月18日            | 2017年02月12日    | 29     | 22     | 07     |                                               |
| 2017年                                                                                                  |                     |                           |                                 |                           |                   |        |        |        |                                               |
| AKB48 Team 8                                                                                            | 大分县              | 正                        | 2017年01月30日 - 02月20日       | 2017年03月                | 2017年03月20日    | 01     | 01     | 0      |                                               |
| STU48                                                                                                   | 1期                 | 正                        | 2017年01月16日 - 02月05日       | 2017年03月19日            | 2017年03月31日    | 31     | 17     | 14     | 瀬戸内7県7会場 SHOWROOM                       |
| AKB48 Team 8                                                                                            | 佐賀县              | 正                        | 2017年05月15日 - 06月13日       | 2017年06月24日            | 2017年08月08日    | 01     | 01     | 0      |                                               |
| AKB48 Team 8                                                                                            | 広島县              | 正                        | 2017年06月26日 - 07月24日       | 2017年08月05日            | 2017年09月02日    | 01     | 01     | 0      |                                               |
| AKB48 Team 8                                                                                            | 徳島县              | 正                        | 2017年07月03日 - 07月31日       | 2017年08月                | 2017年09月10日    | 01     | 01     | 0      |                                               |
| AKB48 Team 8                                                                                            | 島根县              | 正                        | 2017年08月28日 - 10月02日       | 2017年10月                | 2017年11月19日    | 01     | 01     | 0      |                                               |
| 2018年                                                                                                  |                     |                           |                                 |                           |                   |        |        |        |                                               |
| AKB48                                                                                                   | 选秀3期             | 研                        | 2017年09月24日 - 10月09日       | 2018年01月21日            | 2018年03月03日    | 18     | 13     | 05     | 选秀会議 经网络公開 SHOWROOM 粉丝投票         |
| SKE48                                                                                                   | 选秀3期             | 研                        | 2017年09月24日 - 10月09日       | 2018年01月21日            | 2018年02月12日    | 05     | 04     | 01     | 选秀会議 经网络公開 SHOWROOM 粉丝投票         |
| NMB48                                                                                                   | 选秀3期             | 研                        | 2017年09月24日 - 10月09日       | 2018年01月21日            | 2018年03月10日    | 15     | 11     | 04     | 选秀会議 经网络公開 SHOWROOM 粉丝投票         |
| HKT48                                                                                                   | 选秀3期             | 研                        | 2017年09月24日 - 10月09日       | 2018年01月21日            | 2018年03月31日    | 05     | 04     | 01     | 选秀会議 经网络公開 SHOWROOM 粉丝投票         |
| NGT48                                                                                                   | 选秀3期             | 研                        | 2017年09月24日 - 10月09日       | 2018年01月21日            | 2018年02月25日    | 05     | 04     | 01     | 选秀会議 经网络公開 SHOWROOM 粉丝投票         |
| STU48                                                                                                   | 选秀3期             | 研                        | 2017年09月24日 - 10月09日       | 2018年01月21日            | 2018年03月03日    | 05     | 03     | 02     | 选秀会議 经网络公開 SHOWROOM 粉丝投票         |
| TPE48                                                                                                   | 1期                 | 正/研                     | 2017年09月01日 - 10月01日       | 2018年02月04日            | 2018年03月10日    | 39     | 33     | 06     | 公開（Web）                                   |
| JKT48                                                                                                   | 6期                 | B                         | 2017年10月01日 - 11月05日       | 2018年04月08日            | 2018年04月08日    | 14     | 06     | 08     |                                               |
| BNK48                                                                                                   | 2期                 | 研                        | 2017年12月25日 - 2018年02月01日 | 2018年04月                | 2018年04月29日    | 27     | 22     | 05     | 公開（Web）                                   |
| AKB48 Team 8                                                                                            | 福島县              | 正                        | 2018年03月05日 - 04月02日       | 2018年04月14日            | 2018年04月29日    | 01     | 0      | 01     |                                               |
| AKB48 Team 8                                                                                            | 高知县              | 正                        | 2018年03月05日 - 04月02日       | 2018年04月15日            | 2018年04月29日    | 01     | 01     | 0      |                                               |
| MNL48                                                                                                   | 1期                 | 正/研                     | 2016年12月03日 - 2017年12月03日 | 2018年04月28日            | 2018年04月30日    | 67     | 34     | 33     | 总选举 经网络和电视公开                       |
| NGT48                                                                                                   | 2期                 | 研                        | 2018年02月01日 - 02月28日       | 2018年04月28日            | 2018年06月12日    | 16     | 12     | 04     | SHOWROOM                                      |
| NMB48                                                                                                   | 6期                 | 研                        | 2018年04月29日 - 05月31日       | 2018年06月23日            | 2018年07月28日    | 14     | 11     | 03     |                                               |
| AKB48 Team 8                                                                                            | 山形县              | 正                        | 2018年05月18日 - 06月27日       | 2018年07月08日            | 2018年08月08日    | 01     | 01     | 0      |                                               |
| AKB48 Team SH                                                                                           | 1期                 | 正                        | 2018年04月10日 - 05月31日       | 2018年07月24日            | 2018年08月08日    | 23     | 18     | 05     | 6都市6会場                                    |
| HKT48                                                                                                   | 5期                 | 研                        | 2018年05月27日 - 07月01日       | 2018年09月02日            | 2018年11月26日    | 14     | 13     | 01     | 举办宣讲会 SHOWROOM                           |
| JKT48                                                                                                   | 7期                 | B                         | 2018年06月29日 - 08月31日       | 2018年09                  | 2018年09月29日    | 20     | 16     | 04     |                                               |
| AKB48 Team 8                                                                                            | 鹿児島县            | 正                        | 2018年08月10日 - 09月07日       | 2018年09月17日            | 2018年10月20日    | 01     | 01     | 0      |                                               |
| SGO48                                                                                                   | 1期                 |                           | 2018年08月10日 - 09月09日       | 2018年11月11日            | 2018年11月17日    | 29     | 23     | 06     | 公開（Web）                                   |
| SKE48                                                                                                   | 9期                 | 研                        | 2018年09月17日 - 11月04日       | 2018年12月09日            | 2018年12月31日    | 20     | 16     | 04     | SHOWROOM                                      |
| 2019年                                                                                                  |                     |                           |                                 |                           |                   |        |        |        |                                               |
| JKT48                                                                                                   | 8期                 | B                         | 2019年02月08日 - 04月07日       | 2019年04月15              | 2019年04月27日    | 18     | 14     | 04     |                                               |
| MNL48                                                                                                   | 2期                 | 正                        | 2019年01月31日 - 02月28日       | 2019年04月27日            | 2019年04月30日    | 07     | 07     | 0      | 总选举 经网络公开                             |
| AKB48 Team SH                                                                                           | 2期                 | 研                        | 2019年05月27日 - 07月17日       | 2019年07月27日            | 2019年08月25日    | 22     | 20     | 02     | 4都市4会場                                    |
| CGM48                                                                                                   | 1期                 |                           | 2019年06月15日 - 07月15日       | 2019年09                  | 2019年10月26日    | 23     | 23     | 0      |                                               |
| AKB48 Team 8                                                                                            | 不在县合同          | 正                        | 2019年08月13日 - 09月13日       | 2019年09月22日            | 2019年10月06日    | 11     | 03     | 0      |                                               |
| AKB48 Team 8                                                                                            | 不在县合同          | 正                        | 2019年08月13日 - 09月13日       | 2019年09月22日            | 2019年10月13日    | 11     | 03     | 0      |                                               |
| AKB48 Team 8                                                                                            | 不在县合同          | 正                        | 2019年08月13日 - 09月13日       | 2019年09月22日            | 2019年10月14日    | 11     | 04     | 0      |                                               |
| AKB48 Team 8                                                                                            | 不在县合同          | 正                        | 2019年08月13日 - 09月13日       | 2019年09月22日            | 2019年11月09日    | 11     | 01     | 0      |                                               |
| STU48                                                                                                   | 2期                 | 研                        | 2019年08月05日 - 09月02日       | 2019年10月27日            | 2019年12月21日    | 24     | 23     | 01     | 举办宣讲会 经电视和网络公開 SHOWROOM 粉丝投票 |
| SKE48                                                                                                   | 10期                | 研                        | 2019年07月25日 - 09月01日       | 2019年11月10日 - 11月17日 | 2019年12月21日    | 11     | 10     | 01     | 开展特殊课程 公開（Web） SHOWROOM 粉丝投票    |
| DEL48                                                                                                   | 1期                 |                           | 2019年06月19日 - 07月31日       | 2019年11月22日            | 2019年12月30日    | 22     | 22     | 0      |                                               |
| JKT48                                                                                                   | 9期                 | B                         | 2019年10月08日 - 11月11日       | 2019年11月22              | 2019年12月01日    | 13     | 10     | 03     |                                               |
| AKB48 Team TP                                                                                           | 2期                 | 研                        | 2019年08月01日 - 09月30日       | 2019年11                  | 2019年12月21日    | 08     | 08     | 0      |                                               |
| AKB48 Team 8                                                                                            | 福井县              | 正                        | 2019年10月21日 - 11月15日       | 2019年11月23日            | 2019年12月28日    | 01     | 01     | 0      |                                               |
| 2020年                                                                                                  |                     |                           |                                 |                           |                   |        |        |        |                                               |
| BNK48                                                                                                   | 3期                 | 研                        | 2020年01月02日 - 01月31日       | 2020年02                  | 2020年08月09日    | 19     | 19     | 0      |                                               |
| JKT48                                                                                                   | 10期                | B                         | 2020年06月02日 - 06月30日       | 2020年08                  | 2020年08月27日    | 11     | 11     | 0      |                                               |
| NMB48                                                                                                   | 7期                 | 研                        | 2020年01月01日 - 02月7日        | 2020年02                  | 2020年09月12日    | 11     | 11     | 0      |                                               |
| AKB48 Team SH                                                                                           | 研                  | 2020年04月25日 - 07月20日 |                                 | 2020年09月26日            | 10                | 09     | 01     |        |                                               |
| MNL48                                                                                                   | 3期                 |                           | 2020年01月31日 - 02月29日       | 2020年04                  | 2020年04          |        |        |        |                                               |
| SGO48                                                                                                   | 2期                 |                           | 未定（延期）                    |                           |                   |        |        |        |                                               |
| 正：正規成员、研：研究生/研修生、特：以短期加入为前提招募、研候：研究生候補生、B：JKT48 Academy Class B |                     |                           |                                 |                           |                   |        |        |        |                                               |

另外，以下成员没有经历上述征选。粗体字为現役成员。
- 篠田麻里子（AKB48 1.5期生） - 第1期生征选落選後于AKB48劇場内的「48's Cafe」担任店员，通过星探方式加入。
- 江口愛实（AKB48 12.5期生） - 合成偶像，但被看作正式成员[142]。
- 城恵理子（NMB48 4.5期生、元2期生） - 2013年经特殊征选合格[143]。
- Cole（MNL48 1期生追加成员）
- MNL48 TGC選抜 - 自MNL48第2届总选举未进入圈内的1期生及2期候补生中各选择5名（后追加1名1期生）加入。
  - Sam、Trish、Nile、Frances、Jean、Ella、Karla、Gia、Mela、Princess、Essel

### 劇場公演出道
AKB48集团基本以专用剧场为根据地展开活动。新加入成员以剧场出道为目标接受课程培训。

### 唱片出道
AKB48集团采用“选拔成员”制度，因此成员参与唱片主打曲或B面曲所需的时间因人而异。创团成员大多以团体的出道作品唱片出道，但也有部分成员先于自身团体出道而被选为AKB48的歌曲录制成员从而出道。

### 升格
作为研究生加入的成员以升格为有所属队伍的正式成员为活动目标。集团中升格花费时间最短的是東李苑（SKE48、劇場公演出道后18天公布）、最長的是同样属SKE48的松村香織，在经历包括“SKE48終身名誉研究生”在内的5年半的研究生生涯后才得以升格。

### 人事異動
集团成员不仅会经历队伍的重组，还会经历团体之间的兼任与移籍，这种变化有成员个人的意愿，也存在着运营方的指令。

### 畢業
如上所述，AKB48集团以“下个目标的踏板”为活动方针，成员也以在将来某时会离开团体为前提活动。一般离开团体的成员会以“毕业”的名义进行。毕业的成员基本会在所属团体的剧场举办“毕业公演”。人气较高或者对团队贡献突出的成员也会举办毕业典礼或毕业演唱会。有的成员也会获得原创毕业歌曲或单曲主打歌的中心站位。
针对研究生或活动时间较短的成员会使用「（活動）辞退」一词。也有因丑闻离团的成员会使用“辞退”而非“毕业”。辞退的成员多数不会举办毕业公演。另外，针对离团还有「脱退」「解雇」「契約解除」「契約満了」等不同词汇。

## 移籍與兼任
AKB48集團之中存在改变所属团体的「移籍」、同时作为两个团体的成员活动的「兼任」的制度。移籍及兼任是以团队发展及提升成员水平为目的。另外也存在着在同一团体内兼任多支队伍的现象。
一般而言，移籍和兼任會在劇場公演或是大型演唱會上由運營方公佈，少數情況下則是成員自行宣布。大部分移籍和兼任同時也會伴隨著團體內部的組閣（隊伍重組），因此可能需要伴隨組閣後的體制正式實行才會開始生效，但也有移籍和兼任的消息宣布當天便立即開始生效的例子。歷年來也有出現成員原本只是兼任他團，後發展至完全移籍兼任團體的情況。
2014年舉辦的AKB48集團大組閣祭當中，初次設立了申訴時間。在組閣結果公佈後，成員如果對結果有異議可以向營運單位提出申訴。在申訴時間結束後，最終有個別原本預定移籍至他團的成員，其申訴獲得了營運單位的同意，並停止了移籍。

### 移籍成員列表
| 成员                    | 原团体                          | 新团体                  | 实施日期       | 备注       |
| ----------------------- | ------------------------------- | ----------------------- | -------------- | ---------- |
| 中西優香                | AKB48研究生                     | SKE48                   | 2008年8月26日  |            |
| 手束真知子 （前田栄子） | SKE48 Team KII                  | SDN48                   | 2009年11月29日 |            |
| 大堀惠                  | AKB48 Team K SDN48兼任          | SDN48                   | 2010年2月21日  | ☆          |
| 野呂佳代                | AKB48 Team K SDN48兼任          | SDN48                   | 2010年2月21日  | ☆          |
| 浦野一美                | AKB48 Team B SDN48兼任          | SDN48                   | 2010年4月16日  | ☆          |
| 小原春香                | AKB48 Team B SDN48兼任          | SDN48                   | 2010年4月16日  | ☆          |
| 佐藤由加理              | AKB48 Team A SDN48兼任          | SDN48                   | 2010年5月27日  | ☆          |
| 指原莉乃                | AKB48 Team A                    | HKT48                   | 2012年6月16日  |            |
| 多田愛佳                | AKB48 Team A                    | HKT48                   | 2012年11月1日  |            |
| 高城亜樹                | AKB48 Team A                    | JKT48                   | 2012年11月1日  |            |
| 高城亜樹                | JKT48 Team J AKB48 Team B兼任   | AKB48 Team B            | 2014年4月24日  | 兼任解除 ☆ |
| 仲川遥香                | AKB48 Team A                    | JKT48                   | 2012年11月1日  |            |
| 鈴木まりや              | AKB48 Team B                    | SNH48                   | 2012年11月1日  |            |
| 鈴木まりや              | SNH48 AKB48 Team K兼任          | AKB48 Team K            | 2016年6月10日  | 兼任解除 ☆ |
| 宮澤佐江                | AKB48 Team K                    | SNH48                   | 2012年11月1日  |            |
| 宮澤佐江                | SNH48 AKB48 Team K兼任          | SNH48                   | 2013年6月24日  |            |
| 藤江れいな              | AKB48 Team B                    | NMB48 Team M            | 2014年4月22日  |            |
| 市川美織                | AKB48 Team B NMB48 Team N兼任   | NMB48 Team BII          | 2014年4月22日  | ☆          |
| 梅田彩佳                | AKB48 Team B                    | NMB48 Team BII          | 2014年4月22日  |            |
| 中西智代梨              | HKT48 Team H                    | AKB48 Team A            | 2014年4月24日  |            |
| 小笠原茉由              | NMB48 Team N                    | AKB48 Team B            | 2014年4月24日  |            |
| 野澤玲奈                | JKT48 Team J AKB48 Team K兼任   | AKB48 Team B            | 2014年4月24日  | 兼任解除 ☆ |
| 木﨑ゆりあ              | SKE48 Team S                    | AKB48 Team 4            | 2014年4月24日  |            |
| 近野莉菜                | AKB48 Team K                    | JKT48                   | 2014年4月24日  |            |
| 山内鈴蘭                | AKB48 Team B                    | SKE48 Team S            | 2014年4月25日  |            |
| 大場美奈                | AKB48 Team B SKE48 Team KII兼任 | SKE48 Team KII          | 2014年4月25日  | ☆          |
| 佐藤すみれ              | AKB48 Team A                    | SKE48 Team E            | 2014年4月25日  |            |
| 谷真理佳                | HKT48 Team KIV                  | SKE48 Team E            | 2014年4月25日  |            |
| 北原里英                | AKB48 Team K                    | NGT48                   | 2015年8月21日  | [ 注 53 ]  |
| 伊豆田莉奈              | AKB48 Team 4                    | BNK48                   | 2017年7月2日   |            |
| 伊豆田莉奈              | BNK48 Team BIII                 | CGM48                   | 2019年8月28日  |            |
| 阿部瑪利亞 （阿部マリア）         | AKB48 Team K                    | TPE48 （AKB48 Team TP） | 2017年12月1日  |            |
| Aom                     | BNK48研究生                     | CGM48                   | 2019年8月28日  |            |

- 粗体字为仍在移籍后团体活动的成员。
- ☆标示曾兼任移籍团体的成员。
- 上述移籍队伍所属为移籍发表时的状态。

### 兼任成員列表
| 成员       | 原属队伍        | 兼任队伍        | 兼任期間                       | 备注                     |
| ---------- | --------------- | --------------- | ------------------------------ | ------------------------ |
| 大堀恵     | AKB48 Team K    | SDN48           | 2009年8月1日 - 2010年2月21日   | ★                        |
| 野呂佳代   | AKB48 Team K    | SDN48           | 2009年8月1日 - 2010年2月21日   | ★                        |
| 浦野一美   | AKB48 Team B    | SDN48           | 2009年8月1日 - 2010年4月16日   | ★                        |
| 佐藤由加理 | AKB48 Team A    | SDN48           | 2009年8月1日 - 2010年5月27日   | ★                        |
| 小原春香   | AKB48 Team B    | SDN48           | 2009年9月22日- 2010年4月16日   | ★                        |
| 松井珠理奈 | SKE48 Team S    | AKB48 Team K    | 2012年3月24日 - 2015年12月24日 | 期間限定                 |
| 渡辺美優紀 | NMB48 Team N    | AKB48 Team B    | 2012年3月24日 - 2014年4月23日  | 期間限定 ▲               |
| 渡辺美優紀 | NMB48 Team BII  | SKE48 Team S    | 2014年4月25日 - 2015年5月21日  | ▲                        |
| 渡辺美優紀 | NMB48 Team BII  | AKB48 Team B    | 2015年9月1日 - 2016年8月9日    | 再兼任 ■                 |
| 横山由依   | AKB48 Team A    | NMB48 Team N    | 2012年11月1日 - 2013年4月28日  | [ 注 55 ]                |
| 北原里英   | AKB48 Team K    | SKE48 Team S    | 2012年11月1日 - 2013年4月28日  | [ 注 56 ]                |
| 石田安奈   | SKE48 Team KII  | AKB48 Team B    | 2012年11月1日 - 2013年4月28日  |                          |
| 小谷里步   | NMB48 Team N    | AKB48 Team A    | 2012年11月1日 - 2013年4月28日  |                          |
| 小谷里步   | NMB48 Team N    | AKB48 Team 4    | 2014年4月24日 - 2015年5月28日  | 再兼任                   |
| 大場美奈   | AKB48 Team B    | SKE48 Team KII  | 2013年4月28日 - 2014年4月23日  | ★                        |
| 市川美織   | AKB48 Team B    | NMB48 Team N    | 2013年4月28日 - 2014年4月23日  | ★                        |
| 古畑奈和   | SKE48 Team E    | AKB48 Team K    | 2013年4月28日 - 2014年4月23日  |                          |
| 古畑奈和   | SKE48 Team KII  | AKB48 Team A    | 2014年4月24日 - 2015年5月29日  |                          |
| 矢倉楓子   | NMB48 Team M    | AKB48 Team A    | 2013年4月28日 - 2015年5月29日  |                          |
| 兒玉遥     | HKT48 Team H    | AKB48 Team A    | 2013年4月28日 - 2014年4月23日  | 兼任期間最長 （5年18日） |
| 兒玉遥     | HKT48 Team H    | AKB48 Team K    | 2014年4月24日 - 2018年5月15日  | 兼任期間最長 （5年18日） |
| 高城亜樹   | JKT48 Team J    | AKB48 Team B    | 2013年4月28日 - 2014年4月23日  |                          |
| 鈴木まりや | SNH48 Team SII  | AKB48 Team A    | 2013年4月28日 - 2014年4月23日  |                          |
| 鈴木まりや | SNH48 Team SII  | AKB48 Team K    | 2014年4月24日 - 2016年6月10日  |                          |
| 宮澤佐江   | SNH48 Team SII  | AKB48 Team K    | 2013年4月28日 - 6月24日        |                          |
| 宮澤佐江   | SNH48 Team SII  | SKE48 Team S    | 2014年4月25日 - 2016年3月31日  | ■                        |
| 野澤玲奈   | JKT48 Team J    | AKB48 Team K    | 2013年6月18日 - 2014年4月23日  | ★                        |
| 松井玲奈   | SKE48 Team E    | 乃木坂46        | 2014年4月13日 - 2015年5月14日  | 交換留学                 |
| 柏木由紀   | AKB48 Team B    | NMB48 Team N    | 2014年4月22日 - 2015年5月24日  | ▲                        |
| 柏木由紀   | AKB48 Team B    | NGT48           | 2015年8月21日 - 2016年1月10日  |                          |
| 柏木由紀   | AKB48 Team B    | NGT48 Team NIII | 2016年1月10日 - 2019年4月21日  |                          |
| 高柳明音   | SKE48 Team KII  | NMB48 Team BII  | 2014年4月22日 - 2015年5月22日  |                          |
| 村重杏奈   | HKT48 Team KIV  | NMB48 Team N    | 2014年4月22日 - 2015年5月27日  |                          |
| 木本花音   | SKE48 Team E    | HKT48 Team KIV  | 2014年4月23日 - 2015年5月25日  |                          |
| 宮脇咲良   | HKT48 Team KIV  | AKB48 Team A    | 2014年4月24日 - 2018年5月16日  |                          |
| 山本彩     | NMB48 Team N    | AKB48 Team K    | 2014年4月24日 - 2016年5月26日  |                          |
| 生駒里奈   | 乃木坂46        | AKB48 Team B    | 2014年4月24日 - 2015年5月14日  | 交換留学                 |
| 渋谷凪咲   | NMB48 Team BII  | AKB48 Team 4    | 2014年4月24日 - 2016年12月31日 |                          |
| 渋谷凪咲   | NMB48 Team M    | AKB48 Team 4    | 2017年1月1日 - 2018年5月18日   |                          |
| 朝長美桜   | HKT48 Team KIV  | AKB48 Team B    | 2014年4月24日 - 2015年8月31日  |                          |
| 朝長美桜   | HKT48 Team KIV  | AKB48 Team 4    | 2015年9月1日 - 2018年5月18日   |                          |
| 田中菜津美 | HKT48 Team H    | SKE48 Team S    | 2014年4月25日 - 2015年5月28日  |                          |
| 山田菜々   | NMB48 Team M    | SKE48 Team KII  | 2014年4月25日 - 2015年4月3日   | ■                        |
| 白間美瑠   | NMB48 Team M    | AKB48 Team A    | 2015年9月1日 - 2018年5月16日   |                          |
| 矢吹奈子   | HKT48 Team H    | AKB48 Team B    | 2015年9月1日 - 2018年5月28日   |                          |
| 北川綾巴   | SKE48 Team S    | AKB48 Team 4    | 2015年9月1日 - 2018年5月18日   |                          |
| 岡田奈奈   | AKB48 Team 4    | STU48           | 2017年3月31日 - 2022年3月18日  |                          |
| 指原莉乃   | HKT48 Team H    | STU48           | 2017年3月31日 - 11月25日       |                          |
| 川本紗矢   | AKB48 Team 4    | JKT48 Team T    | 2018年9月16日 - 10月19日       | 短期交換留学             |
| Stefi      | JKT48 Team J    | AKB48           | 2018年9月18日 - 10月15日       | 短期交換留学             |
| Mobile     | BNK48 Team BIII | AKB48           | 2018年9月18日 - 10月15日       | 短期留学                 |

| 成员             | 原属队伍        | 兼任队伍      | 兼任期間                      | 备注    |
| ---------------- | --------------- | ------------- | ----------------------------- | ------- |
| 山田菜菜美       | AKB48 Team 8    | AKB48 Team A  | 2015年9月1日 - 2018年4月1日   | ▲       |
| 中野郁海         | AKB48 Team 8    | AKB48 Team K  | 2015年9月1日 - 2019年5月30日  | ■       |
| 坂口渚沙         | AKB48 Team 8    | AKB48 Team B  | 2015年9月1日 - 2018年4月1日   | ▲       |
| Melody           | JKT48 Team J    | JKT48 Team T  | 2016年12月1日 - 2018年3月31日 | ■       |
| Ayana            | JKT48 Team KIII | JKT48 Team T  | 2018年4月1日 - 6月30日        | ★       |
| AKB48 Team 8成员 | AKB48 Team 8    | AKB48其他各队 | 2018年4月2日 -                |         |
| Anin             | JKT48 Team KIII | JKT48 Team T  | 2019年7月21日 - 12月31日      |         |
| Anin             | JKT48 Team KIII | JKT48 Team J  | 2020年1月1日 -                |         |
| Anin             | JKT48 Team KIII | JKT48 Team T  | 2020年8月22日 -               | 3队兼任 |

- 粗体字为仍保持兼任状态的成员。
- ★标示经兼任移籍至兼任队伍。
- ▲标示因兼任队伍重组而结束兼任。
- ■标示随着毕业而停止兼任。

## 與坂道系列的關係
与AKB48集團同样由秋元康担任制作人的「坂道系列」为以AKB48官方对手为定位的乃木坂46及其后成立的榉坂46等以「○○坂」命名的团体之总称，总体上，AKB48集團与坂道系列间有所区隔。一方面，《月刊AKB48集团新聞》、电视节目《AKB48 SHOW!》、广播节目《AKB48的All Night Nippon》《AKB48的"我们的故事"》、杂志连载《4pachi+》等AKB48集团常规出演的节目中，坂道系列曾有登场演出。
2014年首次进行了AKB48集团与乃木坂46间的成员交流，以SKE48的松井玲奈与乃木坂46的生駒里奈为对象的称为「交換留学」的兼任持续到了2015年。在实际交流前，秋元康参与企画及制作的2012年1月起播出的电视剧《欺詐偶像》中，有着主人公「渡边麻友」因「秋元康」的意向自AKB48电击移籍至乃木坂46的虚构情节。剧中，当年2月发行首张单曲出道的乃木坂46成员以本人的身份作为嘉宾参与了演出。
后期两团体逐渐区隔化发展、相比于AKB48的作品中有姐妹团体成员参与且存在有组合间兼任，坂道系列内的团体则没有跨团体的选拔及人员流动、AKB48的代表活动「选拔总选举」也没有在坂道系列中施行，逐渐的，两团形成了不同的文化风格。相比于在常设剧场定期举办公演的AKB48集团，坂道系列以冠名节目作为组合活跃的场所。与主要在漫画杂志的泳装页登场的AKB48集团不同，坂道系列活跃于女性杂志的模特的成员更多，其泳装写真几乎只存在于发行的单独写真集中。AKB48的向井地美音分析称「乃木坂46一定不会出演摔跤题材的电视剧，AKB48的魅力则是以一切皆有可能吸引粉丝」。
两者曾多次合作演唱歌曲。2012年，演唱渡边麻友的单曲《大人彩色糖》的B面曲《不再绑双马尾》的“Mayu坂46”是二者的初次合作。2014年，小嶋陽菜与乃木坂46成员组成Koji坂46、指原莉乃与乃木坂46成员以Sashi坂46的名义合作。另外，在AKB48的单曲B面曲中，2016年与乃木坂46合作的乃木坂AKB、2017年起连续3年与坂道系列合作的坂道AKB也有份参加。

## 演出、活動

### 剧场公演
AKB48集团的中心活动，是在各团体的专用剧场举办剧场公演。剧场公演属于演唱会或演出的一种，但在AKB48集团，将在剧场举行的演出称为公演，并与现场演出或演唱会相区隔。剧场公演使用固定的曲目，由各分队交替上演。其他姐妹团体表演AKB48原创公演又称为借用公演（おさがり公演）。原本在各分队表演一段时间的旧有公演之后会以全新原创公演为终点，且在2013年8月时也宣布将为当时日本国内的各支分队制作全新原创公演，但由于以秋元康为首的制作团队业务繁忙，这一目标几乎没有实现。以2012年AKB48各分队的Waiting公演为首，也开始从既有歌曲中选曲来组成公演的曲目。
公演中，以overture → 全体曲 → 小组曲 → 全体曲 → 安可后的全体曲的曲顺推进，期间加入成员的自我介绍以及MC串场。開演前及終演後会有成员进行幕后播报。
日本国内团体的剧场公演影像会在DMM.com的「AKB48 Group LIVE!! ON DEMAND」提供直播及回放服务。
除了通常公演之外，也会有以下形式的特殊公演。
生誕祭
为在公演前后迎来生日的成员庆祝。
毕业公演
自团体毕业离团的成员的最后一场公演。演出末尾有曲目追加或者其他特殊编排。SKE48称之为「剧场最终公演」。
送别会・壮行会
将移籍至姐妹团体或解除兼任的成员的最后一场公演。
特别公演
以与通常公演不同的曲目及成员构成举行的公演。包括周年記念公演、元日公演、全编都以特殊编排进行的毕业公演、同期生公演等。
出張公演
在姐妹团体的剧场进行演出。2008年11月22日，SKE48在AKB48剧场的《PARTY开始了》公演为首次举行。

#### 剧场公演一覧
仅列举原创公演。
| 初演年 | 公演标题           | 首演队伍        | 借用，再演 |
| ------ | ------------------ | --------------- | --- |
| 2005年 | PARTY开始了        | AKB48 Team A    | - AKB48 Team K（2006年） - SKE48 Team S（2008年） - SKE48研究生（2010年・2015年） - NMB48 2期生（2011年） - HKT48研究生（2012年） - AKB48 Team 8（2014年） - NGT48 Team NIII（2016年） - NGT48研究生（2016年・2018年） - BNK48 Team BIII（2018年） - BNK48研究生（2018年） - MNL48全Team（2020年） |
| 2006年 | 想见你             | AKB48 Team A    | - AKB48 Team B（2007年） - SKE48 Team KII（2009年） - SKE48研究生（2012年） - NMB48 3期生（2012年） - NMB48 Team BII（2012年） - AKB48 Team 8（2015年） |
| 2006年 | 青春女孩           | AKB48 Team K    | - AKB48 Team B（2007年） - NMB48 Team N（2011年） - NMB48研究生（2013年） - JKT48 Team KIII（2014年） - HKT48 Team H（2014年） - SKE48研究生（2017年・2019年） - SKE48（2018年） - JKT48 Team T（2018年）                                                                                          |
| 2006年 | 为了谁             | AKB48 Team A    | - NMB48 Team N（2011年・2012年） - JKT48 Team J（2014年） - JKT48 Team T（2017年） - NMB48 Team M（2019年） |
| 2006年 | 脑内天堂           | AKB48 Team K    | - HKT48研究生（2013年・2019年） |
| 2007年 | 正在恋爱中         | AKB48 Team A    | - AKB48 Team A（2008年） - AKB48研究生（2008年） - NMB48 Team BII（2013年） - HKT48向日葵組（2015年） - AKB48 Team B（2015年） - JKT48 Team J（2017年） |
| 2007年 | 我的太阳           | AKB48向日葵组   | - AKB48 Team 4（2011年） - AKB48研究生（2012年） - JKT48研究生（2013年） - JKT48 Team KIII（2013年） - SKE48 Team E（2013年） - JKT48 Team J（2015年） - AKB48（再演、2016年） - JKT48 Team T（2017年） - STU48 2期研究生（2020年）                                                                |
| 2007年 | 不要讓夢想死去     | AKB48向日葵组   | - AKB48（Theater G Rosso、2009年） - AKB48 Team 4（2015年） - NGT48（2019年） |
| 2008年 | 睡衣兜风           | AKB48 Team B    | - SKE48 Team E（2011年） - JKT48（2012年） - JKT48研究生（2013年・2014年・2016年） - AKB48研究生（2013年・2018年） - HKT48向日葵組（2013年） - AKB48 Team B（2014年） - JKT48 Team T（2015年） - NGT48 Team NIII（2016年） - JKT48 Academy Class A（2019年）                                       |
| 2008年 | 最終鐘聲鳴響       | AKB48 Team K    | - AKB48 Team K（2014年・2015年） - HKT48 Team H（2014年） - JKT48 Team KIII（2015年） - HKT48 Team KIV（2016年） - SKE48 Team KII（2018年） - BNK48 Team BIII（2020年） |
| 2008年 | 恋愛禁止条例       | AKB48 Team A    | - AKB48研究生（2010年） - JKT48 Team J（2012年） - AKB48 Team A（2014年） - JKT48 Team T（2016年） - NMB48 Team BII（2017年） |
| 2009年 | 偶像的黎明         | AKB48 Team B    | - AKB48研究生（2009年） - NMB48 Team M（2012年・2017年） - AKB48 Team 4（2014年） - JKT48 Team J（2019年） |
| 2009年 | 手牵手             | SKE48 Team S    | - SKE48 Team KII（2009年） - HKT48 Team H（2011年） - AKB48 Team 4（2013年） - SKE48 Team E（2014年・2018年） - JKT48 Team T（2015年） - HKT48 Team TII（2016年） - SKE48（再演、2019年） |
| 2009年 | 引体后翻           | AKB48 Team K    | - SKE48 Team E（2012年） - NMB48 Team BII（2014年） - JKT48 Team KIII（2018年） - NGT48 Team G（2018年） |
| 2009年 | 誘惑的吊襪帶       | SDN48           | - HKT48ひまわり組（2017年） |
| 2009年 | 制服之芽           | SKE48 Team S    | - SKE48研究生（2014年） - SKE48 Team S（2014年） - HKT48 Team KIV（2018年） - JKT48 Team T（2019年） |
| 2010年 | RESET              | AKB48 Team K    | - AKB48研究生（2012年） - SKE48 Team S（2013年） - NMB48 Team M（2014年） - AKB48 Team K（2014年・2015年・2018年） - HKT48 Team H（2018年） - AKB48 Team TP（2020年） |
| 2010年 | 劇場的女神         | AKB48 Team B    | - AKB48研究生（2010年） - SKE48 Team KII（2013年） - HKT48 Team KIV（2014年） - JKT48 Team J（2015年） - HKT48 Team H（2016年） - AKB48 Team B（2018年） - BNK48 Team NV（2020年） |
| 2010年 | 目擊者             | AKB48 Team A    | - NMB48 Team N（2017年） - AKB48 Team A（2018年） |
| 2011年 | 彈珠汽水的飲用方法 | SKE48 Team KII  | - SKE48 Team KII（2014年） - JKT48 Team KIII（2020年） |
| 2013年 | 天使在這裡         | NMB48 Team N    | - NMB48嘉德麗雅組（2017年） |
| 2016年 | 獻給M.T.           | AKB48 Team A    | - |
| 2017年 | 榮耀之丘           | NGT48 Team NIII | - |
| 未定   | 现在、月已满       | HKT48           | - |

### 主要演藝活動
- AKB48集团 重温时间（2009年 - ）[注 65]
- AKB48选拔总选举（2009年 - ）
- “献给错过的你们”～AKB48全体总动员公演～（2011年5月 - 6月）
  - “献给错过的你们2”～AKB48全体总动员公演～（2012年5月）
  - “献给追忆的你们”～AKB48全体总动员公演～（2013年5月）
- AKB48集團成人式（2012年 - 、神田明神）[177][178]
- AKB48集团猜拳大会（日语：AKB48グループじゃんけん大会）（2011年 - ）[注 66]
- AKB48紅白対抗歌合戦（2011年 - ）
- AKB48集团选秀会议（2013年・2015年・2018年）
- AKB48集团 Team对抗大运动会（2015年・2016年）
- 玲奈7总选举[錨點失效]（2015年 - ）
- AKB48集团 Center考试（2018年）[179]
- AKB48 Group Asia Festival 2019 in BANGKOK Presented by SHANDA GAMES（2019年1月27日） - AKB48・JKT48・BNK48・MNL48・AKB48 Team SH・AKB48 Team TP・SGO48[180]

### 慈善活動
- 「為了誰」計劃（2011年 - ）

### 媒體
- 月刊AKB48集團新聞（2011年12月 - 、KimiBoku / 体育日本新聞社）
- 時事.com AKB48集团Newswire（2015年11月 - 、時事通信社）

### 跨業合作
- AKB48 GROUP×T Card（日语：Tポイント）（2015年4月1日发行、T Point Japan） - AKB48・SKE48・NMB48・HKT48[181][182]
- AKBikkuri肌肉（日语：ビックリマン）（2017年6月6日、LOTTE） - Team EAST：AKB48・NGT48、Team WEST：SKE48・NMB48・HKT48[注 67]

## 工作人員
標示粗字者為現任。
綜合製作人
秋元康
執行製作人
1. 窪田康志（原AKS代表取締役社長， - 2017年）
2. 吉成夏子（AKS代表取締役社長，2017年 - ）

製作人
秋元伸介（Y&N Brothers）、磯野久美子（秋元康事務所）、藤田浩幸（電通）、內村和樹（osare company代表取締役、AKS執行役員）
過往的製作人
細井孝宏、阿比留一彦（電通）、松村匠（AKS，原營運責任者，原取締役）、牧野彰宏
助理製作人
熊谷隆宏、木島森（電通）、上原匡弘（Studio Wonderwall）、松下大亮（電通）、北川謙二（North River）、松本伸夫、洲﨑大樹、中根美里（Y&N Brothers）、德永悠太（STU48製作人）
過往的助理製作人
持田雄平（電通）、宮原健治、西前步、淺野繁治（STU）
AKB48集團客戶中心長
戶賀崎智信（2014年 - 2018年）
音楽總監（錄音總監）
田中博信
AKB48集團服裝總負責人 / 創意總監
茅野忍
AKB48集團總管理人
1. 戶賀崎智信（2013年 - 2014年）
2. 茅野忍（2014年 - 2017年4月）

劇場管理人
AKB48劇場管理人
1. 戶賀崎智信（2005年 - 2013年）
2. 湯淺洋（2013年 - 2015年）
3. 茅野忍（2015年 - 2017年4月）
4. 細井孝宏（2017年4月 - 2019年3月7日） - 細井退任後職位空缺

SKE48劇場管理人
1. 湯淺洋（2008年 - 2013年）
2. 芝智也（2013年 - 2017年）
3. 今村悅朗（2014年 - 2015年）
4. 湯淺洋（再任、2015年 - 2019年7月4日）
5. 齊藤真木子（成員兼任、2019年7月5日 - ）

NMB48劇場管理人
1. 金子剛（2010年 - ）

HKT48劇場管理人
1. 佐藤和也（2011年 - 2013年）
2. 尾崎充（2013年 - 2020年3月31日）
3. 指原莉乃（成員兼任，2013年4月28日 - 2019年4月28日）
指原在籍時為雙管理人體制。

NGT48劇場管理人
1. 今村悅朗（2015年 - 2019年1月）
2. 早川麻依子（2019年1月14日 - 2020年3月31日）

NGT48劇場副管理人
1. 岡田剛（2019年1月14日 - 2020年3月31日 ）

STU48劇場管理人
1. 山本學（2017年 - 2020年7月31日）、指原莉乃（成員兼任，2017年2月 - 11月）

JKT48劇場管理人
1. 稻尾次郎（2011年 - 2017年）
2. Melody Nurramdhani Laksani（成員兼任：2015年 - 2018年3月，劇場管理人：2018年4月 - ）
3. 見城良

BNK48劇場管理人
1. Nataphol Pavaravadhana (Job)（2017年 - 2020年2月26日）
2. Saowanee Kanchanaolansiri (Pim)（2020年7月26日 - ）

CGM48劇場管理人
1. 伊豆田莉奈（2019年 - ）

## 腳註

## 關聯項目
- 坂道系列

## 外部鏈結
- 48CIRCLE （页面存档备份，存于） - 48集团官方新闻网站
- 各團官方網站
  - AKB48公式サイト （页面存档备份，存于）
  - SKE48 OFFICIAL WEB SITE （页面存档备份，存于）
  - NMB48公式サイト （页面存档备份，存于）
  - HKT48 OFFICIAL WEB SITE （页面存档备份，存于）
  - NGT48 Official Site （页面存档备份，存于）
  - STU48 OFFICIAL WEB SITE （页面存档备份，存于）
  - JKT48 Official Web Site （页面存档备份，存于）（印尼文）（日語）
  - BNK48 Official Website （页面存档备份，存于）（泰文）（英文）
  - MNL48 Official Website （页面存档备份，存于）（英文）
  - AKB48官网（AKB48 Team SH） （页面存档备份，存于）（中文）
  - AKB48 Team TP｜歡迎光臨 （页面存档备份，存于）（繁體中文）
  - SGO48 - NEWS （页面存档备份，存于）（越南文）
  - All Members - CGM48 （页面存档备份，存于）（泰文）（英文）
  - DEL48 Official Website （页面存档备份，存于）（英文）
  - MUB48 （页面存档备份，存于）（英文）
- 「誰かのために」プロジェクト （页面存档备份，存于）
- 握手会友の会 （页面存档备份，存于）
- AKB48グループチケットセンター （页面存档备份，存于）
- AKB48グループショップ （页面存档备份，存于）
- AKB48グループ ニュースワイヤー （页面存档备份，存于） - 時事ドットコム
- AKB48グループ LIVE!! ON DEMAND （页面存档备份，存于） - DMM.com
- AKB48グループ映像倉庫 （页面存档备份，存于） - レコチョク
- AKB48グループ × SHOWROOMメンバー個人配信 （页面存档备份，存于） - SHOWROOM
- AKB48グループ 公式生放送まとめ （页面存档备份，存于） - Niconico
- AKB48グループ （页面存档备份，存于） - LINE LIVE
- AKB48的X（前Twitter）
- AKB48的Facebook專頁